# Maruggio
Maruggio (Maruggiu in salentino settentrionale) è un comune italiano di 5 171 abitanti della provincia di Taranto in Puglia.
È noto soprattutto per il suo centro storico edificato in gran parte dall'ordine dei cavalieri di Malta (che vegliarono su questa terra dal 1317 al 1819) e per la tipica produzione del vino primitivo. Il comune fa parte dei borghi più belli d'Italia. Il centro abitato si trova in un avvallamento naturale ad un'altitudine media di 26 m s.l.m., circa 45 km a est di Taranto, ai piedi delle Murge tarantine, nel Salento nord-occidentale. Comprende la frazione di Campomarino, che si affaccia sul Mar Ionio per circa 9 km.

## Geografia fisica

### Territorio

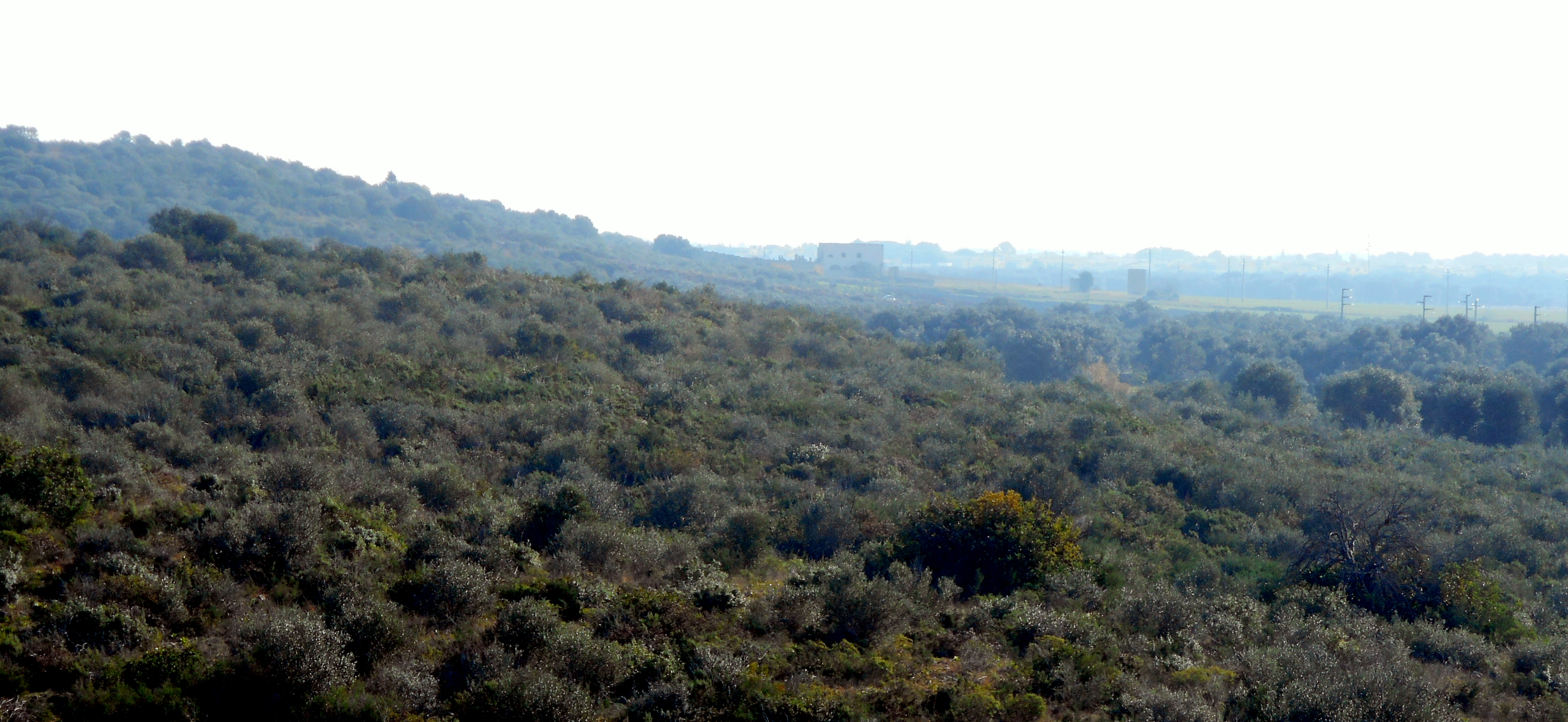
Il versante meridionale delle Murge tarantine in territorio di Maruggio nei pressi di contrada Fabbriche, ricoperte da macchia mediterranea

Il territorio del comune si estende nella penisola salentina nord-occidentale per 48,33 km². Confina ad est e a nord-est col territorio di Manduria, a nord con quello di Sava, ad ovest e nord-ovest col territorio di Torricella ed è prevalentemente pianeggiante, con leggere ondulazioni nella parte settentrionale del territorio comunale, le Murge tarantine, che raggiungono l'altitudine massima di poco oltre i 100 m al confine col comune di Sava.
Altri colli delle Murge tarantine in territorio maruggese sono il monte Furlano (90 m s.l.m.), situato nella parte a nord del paese, al confine coi comuni di Manduria e Sava, e il monte Specchiuddo (72 m s.l.m. e così chiamato per la presenza di una specchia sulla sua cima). Questi bassorilievi proteggono il paese dai venti di tramontana che soffiano durante l'inverno, rendendo il clima più mite mentre lo rendono più rovente in estate nei giorni con venti settentrionali per effetto favonico.
Mancano corsi d'acqua, ad eccezione di un piccolo torrente lungo circa un chilometro e mezzo, detto canale del Curso, in contrada Castigno, ad ovest del paese, alimentato da risorgive a livello del suolo.

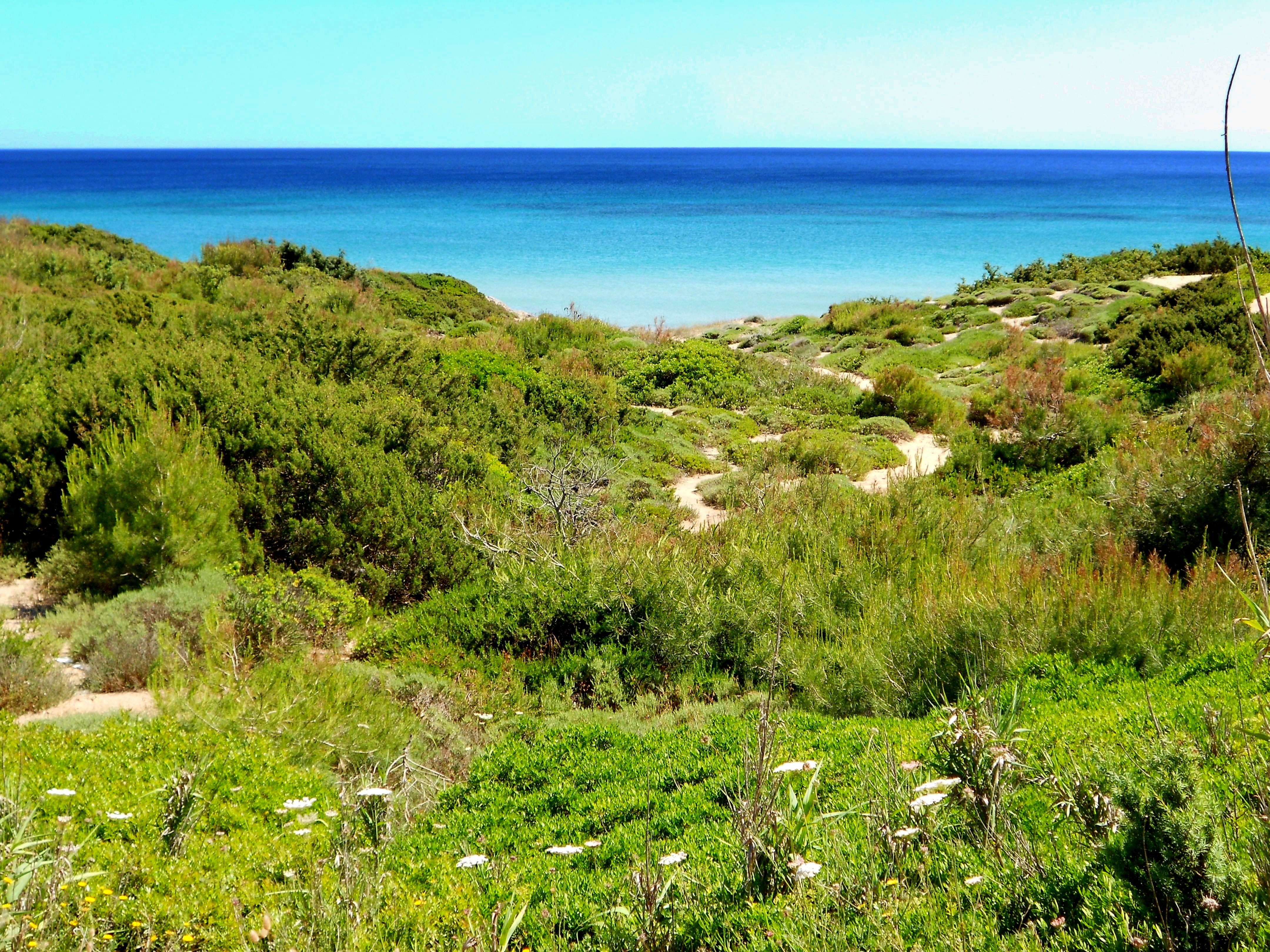
Dune di Campomarino

Il territorio di Maruggio si affaccia sul mar Ionio e la sua costa è estesa per 9,2 km, è prevalentemente sabbiosa, con tratti rocciosi nella parte orientale, ad iniziare dalla periferia di Marina di Maruggio (Campomarino di Maruggio) fino alla località Monaco Mirante, e nelle località di Capoccia Scorcialupi e Acquadolce Cirenaica, nel versante occidentale del litorale. All'estremità occidentale della costa maruggese troviamo inoltre il basso promontorio di Monte dell'Ovo, alto 15 m.
Lungo la costa maruggese (e in particolare lungo la costa orientale e nella località di Acquadolce Cirenaica) si trovano le dune di Campomarino che raggiungono fino a 12 m di altezza e sono sito di interesse comunitario.

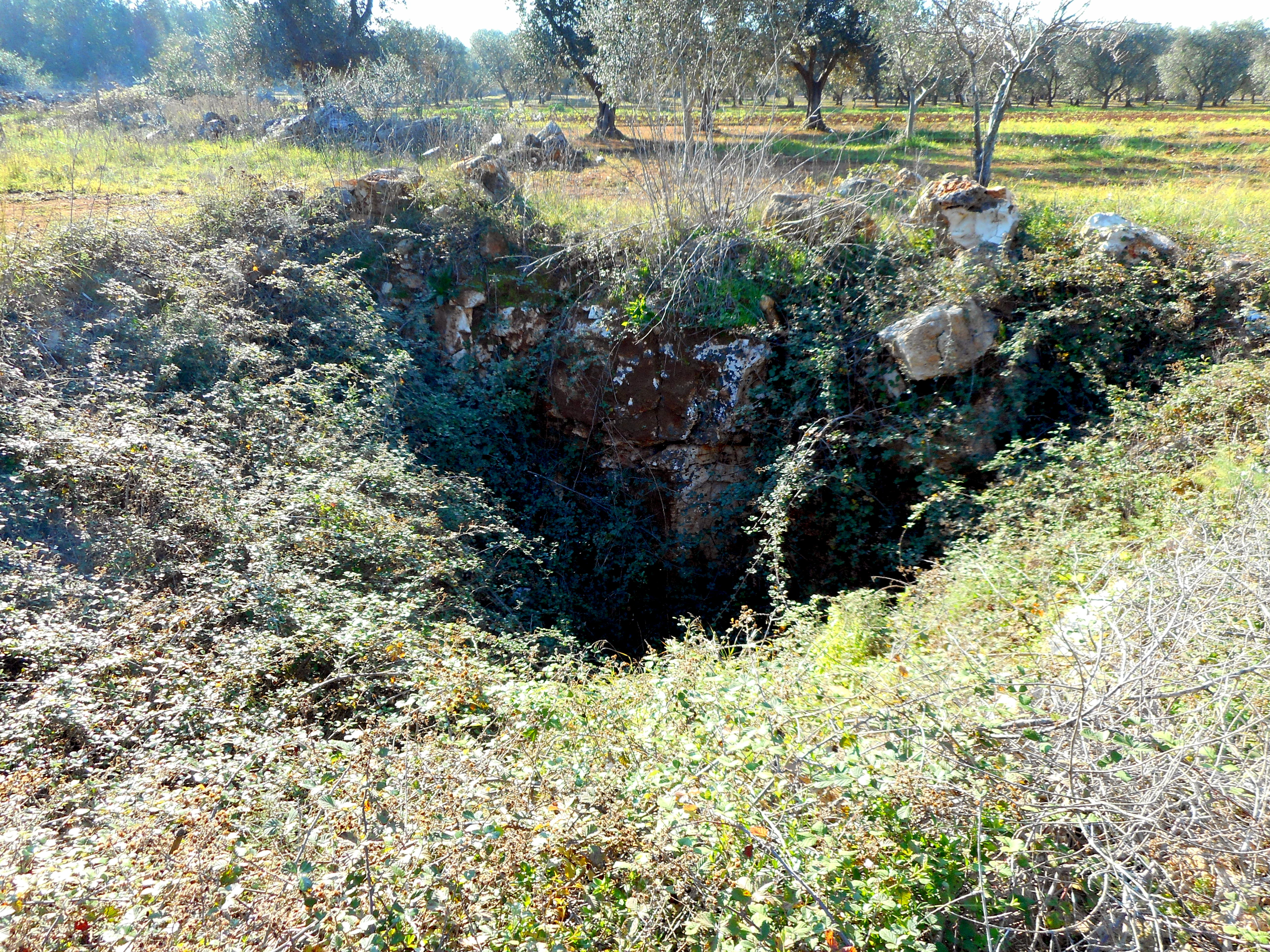
L'inghiottitoio della Ora

Il territorio nell'entroterra del comune è caratterizzato invece dal fenomeno del carsismo, presente soprattutto nel nord del territorio comunale, dove dà luogo alla creazione di due lame, la lama di Canale Cupo prospiciente al paese (e fonte di allagamenti in caso di piogge alluvionali) e la lama di contrada Fabbriche. Originata dal fenomeno carsico è anche la cavità naturale della Ora, un inghiottitoio situato nelle campagne nella contrada omonima, poco a nord di contrada Fabbriche.

### Flora e fauna
La vegetazione più diffusa è la macchia mediterranea, soprattutto lungo le zone costiere e sui versanti meridionali delle Murge Tarantine. Nelle zone interne prevalgono estesi oliveti e vigneti. Sono inoltre presenti boschetti di pino e ulivo selvatico sparsi tra le campagne (come nelle zone di "Maviglia", di "Pindini", e di "Sferracavalli").
La fauna presente non presenta particolarità: possiamo incontrare lo scarabeo stercorario, la farfalla bellargo, il biacco, il rospo smeraldino, la vipera comune (oggi quasi del tutto estinta) e i gabbiani lungo la costa.

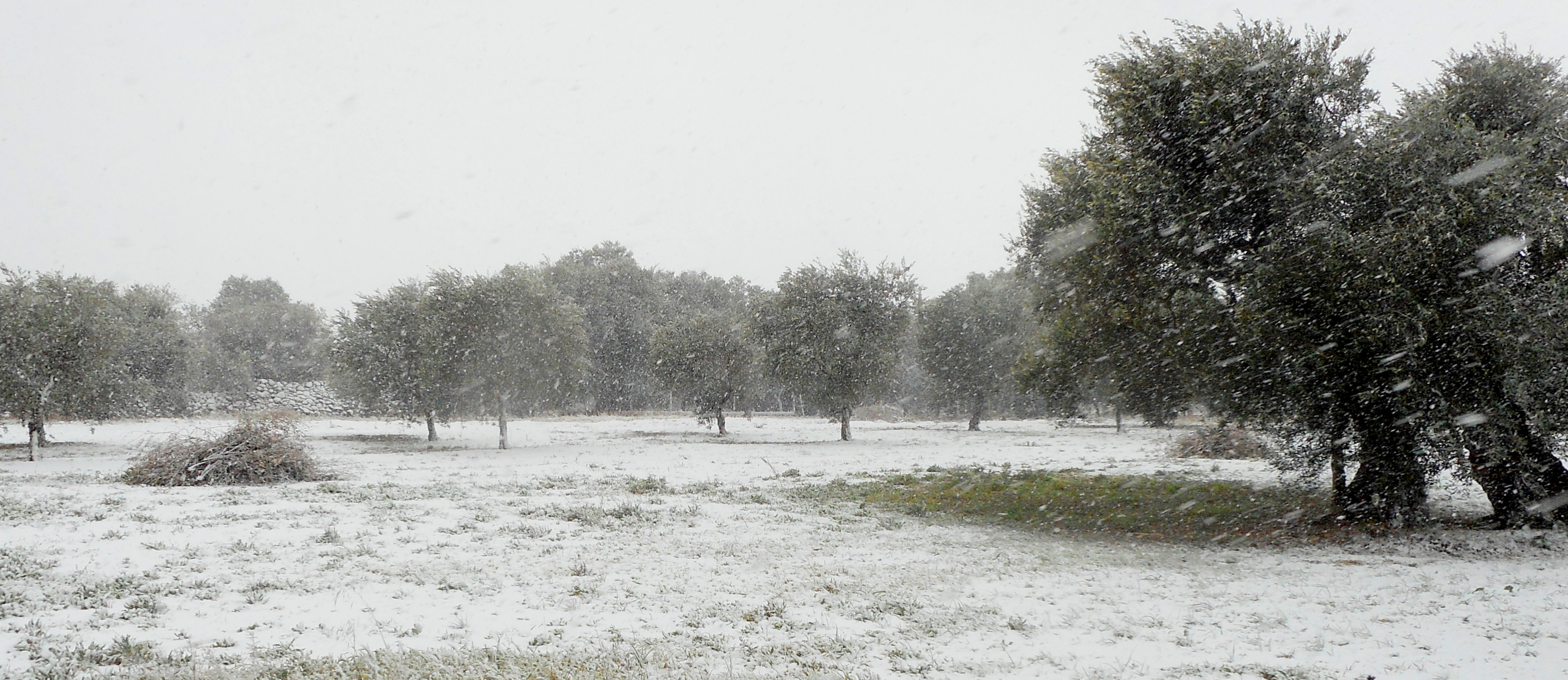
Campagne imbiancate in occasione della nevicata del 6 gennaio 2017

### Clima
Il clima del comune di Maruggio è di tipo mediterraneo.
Gli inverni risultano prevalentemente freschi, umidi e piovosi. Tuttavia l'esposizione ad est della penisola salentina favorisce la penetrazione di venti freddi di origine russa e balcanica che tuttavia vengono parzialmente mitigati dal Mare Adriatico e successivamente frenati dai colli delle Murge Tarantine, facendo risultare il clima del paese meno freddo rispetto ad altre aree del Salento più esposte alle correnti gelide. Le temperature sporadicamente scendono sotto lo zero di notte, a causa dell'influenza mitigatrice del mare, specie lungo la fascia costiera. Nell'entroterra, nella valle appena sottostante alle Murge, laddove durante i periodi di alta pressione l'irraggiamento notturno è più forte, si verificano più gelate. La neve è rara, come in tutto il versante ionico del Salento.
La primavera e l'autunno risultano principalmente miti e variabili e possono alternare periodi con caldo quasi estivo a periodi più miti e periodi freddi di carattere invernale di breve durata. L'autunno invece risulta molto piovoso.
Le estati sono calde o molto calde, con giorni in cui la temperatura si spinge fino a 40° quando soffiano venti di tramontana. Quando invece il vento risulta di scirocco, la zona risulta essere più fresca rispetto alle zone interne e adriatiche salentine, perché le correnti meridionali, arrivando cariche di umidità dal mar Ionio, non favoriscono una forte risalita della temperatura ma rendono la zona molto afosa. Le precipitazioni sono scarse, assumono sovente carattere temporalesco e si concentrano generalmente nelle ore più calde del giorno. Nonostante la brevità, tali temporali possono risultare anche violenti, accompagnati da forti raffiche di vento e grandine.
| Mese                | Mesi | Mesi | Mesi | Mesi | Mesi | Mesi | Mesi | Mesi | Mesi | Mesi | Mesi | Mesi | Stagioni | Stagioni | Stagioni | Stagioni | Anno |
| Mese                | Gen  | Feb  | Mar  | Apr  | Mag  | Giu  | Lug  | Ago  | Set  | Ott  | Nov  | Dic  | Inv      | Pri      | Est      | Aut      | Anno |
| ------------------- | ---- | ---- | ---- | ---- | ---- | ---- | ---- | ---- | ---- | ---- | ---- | ---- | -------- | -------- | -------- | -------- | ---- |
| T. max. media (°C)  | 12,5 | 13,1 | 15,2 | 18,7 | 23,3 | 28,0 | 31,3 | 31,2 | 26,9 | 22,2 | 17,3 | 13,6 | 13,1     | 19,1     | 30,2     | 22,1     | 21,1 |
| T. min. media (°C)  | 5,4  | 5,8  | 7,2  | 9,6  | 13,3 | 17,1 | 19,8 | 20,1 | 17,0 | 13,4 | 9,8  | 6,8  | 6,0      | 10,0     | 19,0     | 13,4     | 12,1 |
| Precipitazioni (mm) | 65   | 60   | 61   | 45   | 33   | 25   | 21   | 24   | 45   | 69   | 86   | 81   | 206      | 139      | 70       | 200      | 615  |

I dati fanno riferimento alla stazione meteorologica di Manduria. Le medie termiche si riferiscono al periodo 1930 - 2003, mentre quelle pluviometriche al periodo 1921 - 1996.

## Storia
I "Capitoli della Bagliva" furono una raccolta di leggi di natura giuridico-amministrativa emanati il 9 maggio 1473, nel castello feudale di Maruggio.
Comprende 28 capitoli di leggi, destinate a regolare la vita civile degli abitanti. Si tratta di uno dei primi statuti comunali in Terra d'Otranto.
Nello stesso anno in cui vennero emanate queste leggi, vennero costruite tre torri antisaracene lungo la costa: torre dell'Ovo, torre Moline e torre Borraco (quest'ultima oggi in comune di Manduria).

### Preistoria ed età greco-romana
Per il periodo preistorico, sono attestati ritrovamenti sparsi nelle contrade di Roselle, Curso, Cravara, Cirenaica, Madonnina, Commenda, Spirito Santo e Mirante. Nell'area di contrada Castigno è stata segnalata l'esistenza di un villaggio databile tra il V ed il III millennio a.C. e di un successivo insediamento greco-romano, protrattosi sino al V-VI secolo d.C. Altri ritrovamenti si sono avuti nelle aree di monte dell'Ovo, di Monte Maciulo e di Monte Maggio, presso la masseria Grazioli.
L'archeologo Peter Throckmorton nel 1965 scoprì il relitto di una nave greca nel mare antistante le contrade Capoccia e Scorcialupi.
Presso l'attuale santuario della Madonnina dell'Altomare, su un promontorio sul mare a Campomarino sono state identificate tracce di un luogo di culto dedicato ad Artemis Bendis.

### Medioevo e Rinascimento
Il paese venne fondato tra l'870 e il 963 in una posizione nascosta entro un avvallamento naturale per non essere molto visibile dal mare e quindi per difendersi dagli attacchi saraceni. Fu abitato dai superstiti dei casali di Castigno, Olivaro, San Nicolò, Civitecchia, Albano e Roselle, che erano stati distrutti da tali incursioni.
Maruggio fu feudo dapprima della famiglia Cateniano e in seguito, a partire dal 1130, anno in cui Ruggero II di Sicilia unificò il ducato di Puglia a quello di Calabria dando vita al Regno di Sicilia, fu in possesso dei De Marresio (o Marrese).
I Templari ottennero una mansione nel feudo e grazie a loro vennero prosciugati i terreni paludosi attorno al paese e si sviluppò l'attività di estrazione del sale dagli stagni lungo la costa. Vi sono diverse ipotesi le quali collocano la mansione o nel sito dell'attuale castello o nel luogo in cui oggi sorge la chiesa della Madonna del Verde che, proprio dal nome dei Templari sarebbe stata chiamata chiesa della Madonna del Tempio.

Stemma dei Cavalieri di Malta

Al momento della soppressione dei Templari nel marzo 1308, a Maruggio i loro beni furono assegnati nel maggio del 1312 da papa Clemente V ai Giovanniti (o Cavalieri di Malta). Il passaggio del feudo ai nuovi proprietari ebbe luogo solo nel 1317.
Nel 1401 il paese fu infeudato a un capitano di ventura, Ottino de Caris e, dopo alterne vicende, il feudo passò sotto l'amministrazione di Giovanni Antonio Orsini del Balzo, principe di Taranto e alla morte di quest'ultimo nel 1463, venne incamerato al fisco.
In questo periodo i Cavalieri di Malta diedero grande impulso allo sviluppo cittadino, contribuendo alla protezione del paese contro i pirati turchi, con la costruzione del castello, delle mura di cinta (oggi non più visibili) e delle torri costiere. Nello stesso anno furono emanati i capitoli della Bagliva. Ai Cavalieri di Malta si attribuisce inoltre la fondazione della chiesa di San Giovanni e quella della Madonna del Verde.

### Dal Rinascimento al Settecento

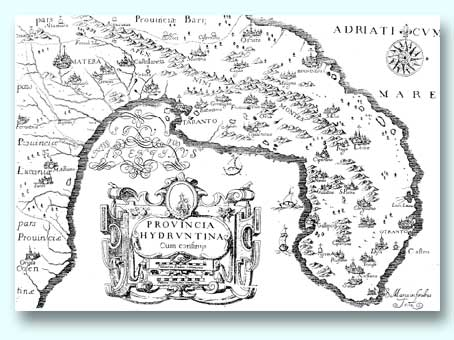
Mappa della Terra d'Otranto

Con il XVI secolo iniziava un lungo periodo di ricchezza e tranquillità per il paese.
Nel Cinquecento Maruggio viene elevata dai Cavalieri di Malta a commenda magistrale e sempre nello stesso secolo si stabilirono nel paese anche i Frati Osservanti e gli agostiniani.
L'unico atto di guerra di questo periodo è rappresentato dall'incursione saracena del 13 giugno 1637, la quale provocò gravi danni. Fu l'unica incursione avvenuta a Maruggio. In ricordo dell'evento si iniziò a ringraziare il Santo del giorno, sant'Antonio di Padova, ancor oggi festeggiato nella ricorrenza dell'incursione.
Nella seconda metà del Seicento, sotto il commendatore Gregorio Carafa, il paese iniziò ad espandersi anche fuori dalle mura e la nuova zona venne detta "Borgo" o "Brulo". Nel paese si costruirono dimore signorili a due piani e si abbellirono con i balconi le facciate di antiche abitazioni.
Il 20 febbraio 1743 il terremoto di Nardò interessò anche Maruggio, distruggendo il rosone romanico della chiesa madre, in seguito sostituito con una finestra in stile barocco.
Vi furono 25 "commendatori" che governarono Maruggio:
- Nicola de Pandis (1317)
- Filippo Ligorio (1419)
- Ettore Caro
- Giacomo Montarotto
- Melchiorre Bandini
- Giacomo da Monteroni
- Francesco Carducci
- Diego Carvajal
- Gabriele Piscitelli
- Ferrante Pagano
- Pietro Francesco Di Capua (1496)
- Mattia Di Capua
- Giambattista Alliata
- Paolo Affaitati
- Pirro Di Sangro (1598)
- Ippolito Malaspina
- Giambattista Naro
- Ettore Marulli
- Gregorio Carafa
- Francesco Di Capua
- Costantino Chigi (1733)
- Domenico Busurgi (1775)
- Giuseppe Trotta (1794)
- Giuseppe Caracciolo (1801)

### Dall'Ottocento ad oggi
I cavalieri di Malta governarono Maruggio ininterrottamente dal 1317 al 1819, quando la commenda scomparve definitivamente, dopo essere stata già soppressa il 2 agosto del 1806. Nel 1819 Maruggio divenne comune autonomo. Pochi anni dopo quella data, nel 1861, il paese contava 1 644 abitanti.

### Simboli
L'uso dello stemma e del gonfalone è stato concesso con decreto del presidente della Repubblica Luigi Einaudi del 25 giugno 1953.
Descrizione araldica dello stemma:
Descrizione araldica del gonfalone:

## Monumenti e luoghi d'interesse

### Architetture religiose

#### Chiesa madre

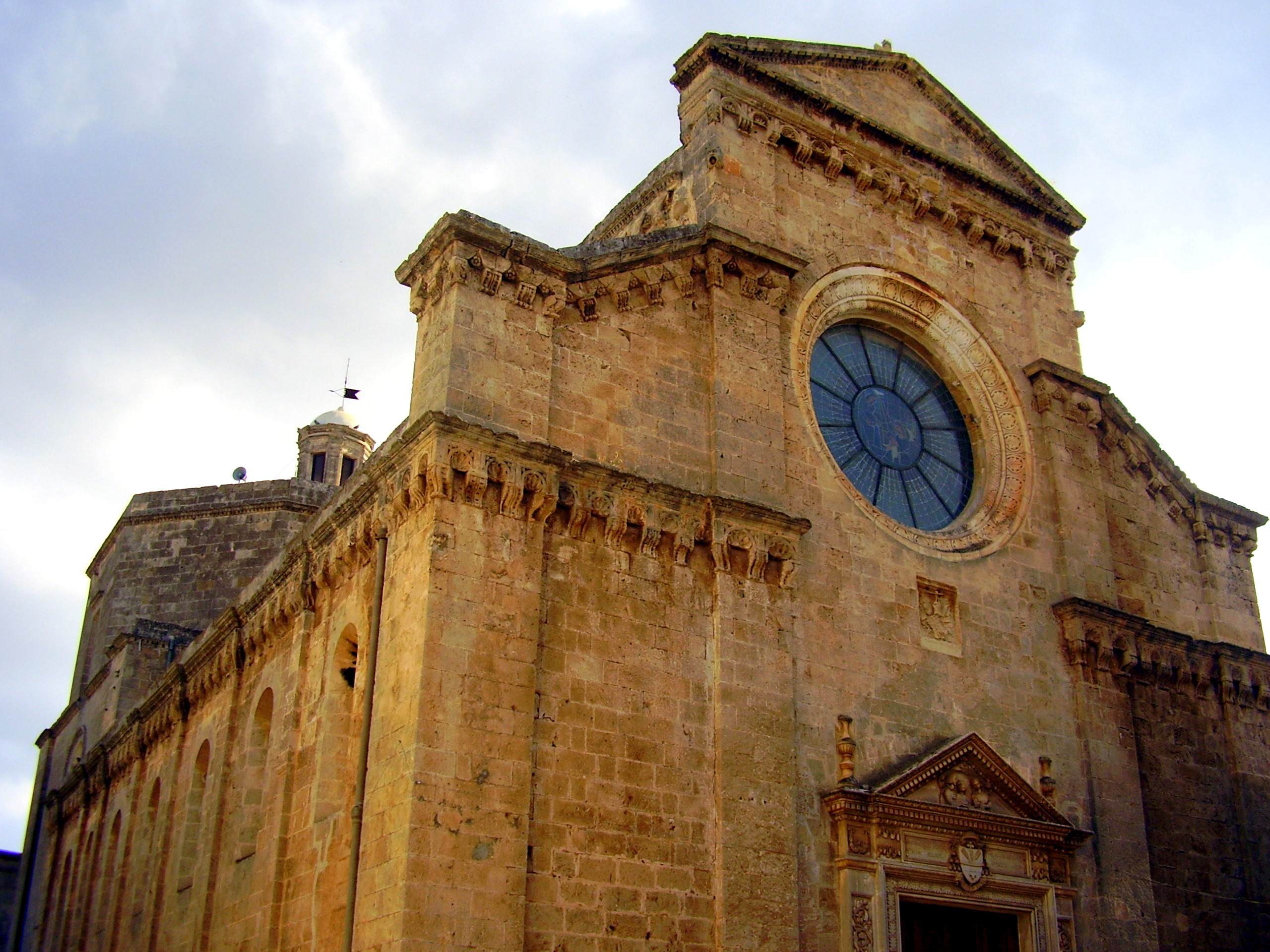
La facciata della chiesa madre

La chiesa matrice, o chiesa madre, dedicata alla Natività della Vergine Maria fu edificata nel XV secolo nel centro storico del paese. Fu oggetto di ricostruzioni e modifiche dopo il terremoto di Nardò del 1743 e di altri restauri nel Novecento (il rosone e il portale della facciata). L'interno è a tre navate con cupola sul presbiterio. Nella cripta è custodito il corpo di san Costanzo, donato a Maruggio dal commendatore Chigi nel 1733.

#### Chiesa di San Giovanni Battista fuori le mura
La chiesa di San Giovanni Battista Penitente fu edificata intorno alla fine del XV secolo per volontà dei cavalieri di Malta al di fuori delle antiche mure di cinta cittadine e per questo conosciuta anche come San Giovanni Fuori le Mura.
In origine nei pressi della chiesa vi era un ospedale che accoglieva malati e pellegrini, già in cattive condizioni nel XVII secolo. In seguito l'edificio diventò un ospedale per i feriti che giungevano dalla Terra santa e dagli infetti da malattie come il colera.
La chiesa fu definitivamente chiusa al culto nel XIX secolo e ceduta a privati.
La facciata si presenta lineare ed austera, delimitata da due lesene fino al cornicione di coronamento che a sua volta delimita la cuspide della facciata a capanna. Il centro della facciata è occupato da una finestra architravata ora balconata, sulla quale sono posti tre stemmi dei Cavalieri dell'Ordine di Malta, fatti inserire forse nel 1503, come riporta lo stemma centrale. Gli stemmi scolpiti sono lo stemma del commendatore Francesco Lazzari, lo stemma dell'Ordine di Malta e uno di cui non è possibile identificarne la lettura.
La facciata laterale è tripartita da lesene e presenta anch'essa una cornice di coronamento in alto, in continuazione di quello della facciata; in corrispondenza del presbiterio interno sono presenti due ampie finestre, le quali in passato davano luce direttamente all'altare centrale della chiesa.
All'interno l'ex chiesa presenta un'unica navata e originariamente era provvista di tre altari, uno dei quali venne spostato nella chiesa della Madonna del Tempio (o del Verde).
Nel 2016 è stata acquistata dal Comune di Maruggio ed è in progetto il restauro dell'edificio e la sua trasformazione in Museo Multimediale dell'Ordine di Malta.

#### Chiese di Sant'Eligio e dell'Annunziata

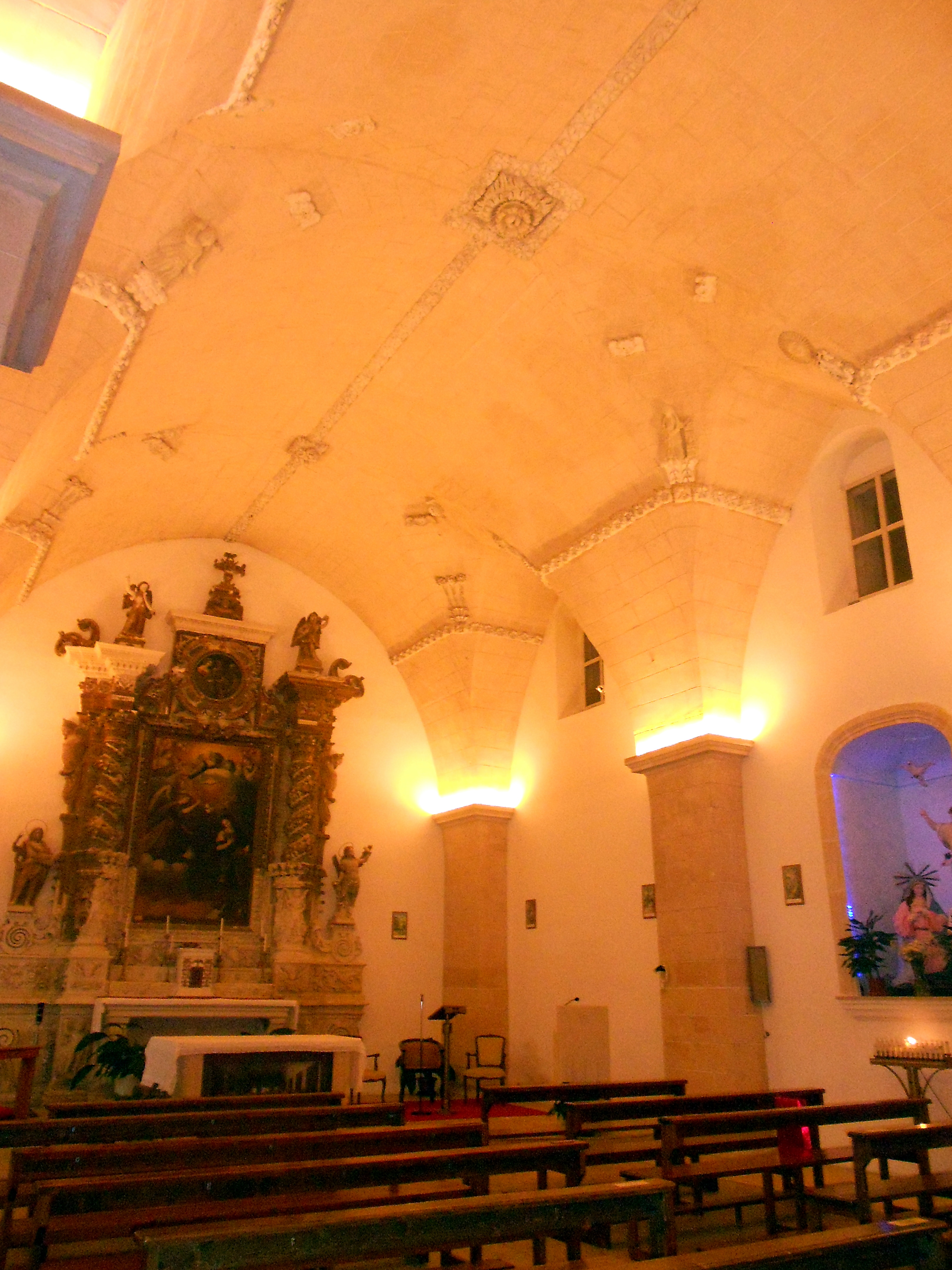
La Chiesa dell'Annunziata

La chiesa di Sant'Eligio venne eretta negli ultimi decenni del XVI secolo, fuori dalle mura cittadine, dalla confraternita mariana della Santissima Annunziata, fondata a Maruggio nel 1619 dal missionario gesuita Gabriele Mastrilli. Accanto ad essa nel XVII secolo venne costruita la chiesa dell'Annunziata, collegata alla prima nella facciata e nella navata.
La facciat adi Sant'Eligio presenta un fregio di coronamento con greca a bauletto, un portale ad arco ribassato, una finestra e i capitelli ionici privi di colonne.
All'interno presenta un'unica navata, coperta con volta a botte lunettata, percorsa da cordoni a motivi floreali. Al centro vi sono testine alate di angeli. L'altare maggiore è affiancato da due nicchie con triglifi e palmette, è sorretto da colonne tortili e decorato con motivi floreali.
La facciata della chiesa dell'Annunziata ha forma a capanna, con portale dal timpano triangolare, sovrastato da una finestra.
All'interno invece presenta un'unica navata, molto simile a quella della chiesa di Sant'Eligio e caratterizzata dai medesimi motivi decorativi. Le dodici vele della volta sono ornate da dodici teste di angeli e la volta è arricchita da motivi floreali con la presenza di una torre, di una fontana, del sole e della luna, che richiamano le litanie.
Originariamente la chiesa presentava il tetto a canne. Nel 1637 venne saccheggiata dai saraceni e il tetto andò distrutto e fu sostituito nel 1654 con uno a tegole. Inoltre nel 1688 fu realizzato il nuovo altare barocco, in pietra, dove fu posta la tela dell'Annunciazione.

#### Chiesa di Santa Maria delle Grazie ed ex convento dei Frati minori osservanti

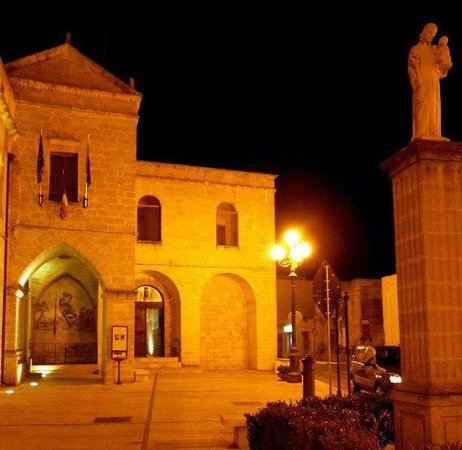
L'ex convento degli Osservanti, oggi municipio del Comune di Maruggio

Si fa risalire il convento di Santa Maria delle Grazie al XVI secolo quando il commendatore di Maruggio era Mattia di Capua. Fu costruito dai frati minori osservanti che ebbero l'autorizzazione da papa Clemente VII il 6 aprile 1534, e fu ultimato nel 1575.
La struttura comprende una chiesa e un annesso chiostro. La chiesa fu costruita su un edificio sacro di epoca precedente, di cui si conservano solo resti di antichi affreschi e la forma dell'antico rosone, poi murato). Fin dall'origine era formata da un'unica navata.
In occasione di un successivo ampliamento in profondità dell'edificio, vennero edificate una cappella a destra e una cappella a sinistra, con un altare in stile barocco i cui materiali furono in seguito riutilizzati in altre parti della chiesa (leggio in pietra e sedia in pietra riservata al sacerdote). La cappella a destra ospita un semplice altare con un Crocifisso.
In seguito, in epoca barocca inoltrata, vennero edificate le altre due cappelle sulla sinistra, le quali presentano altari in stile barocco leccese.
Il chiostro si presenta come un quadriportico a 20 arcate divise da pilastrini ottagonali. 28 lunette presentano affreschi seicenteschi, alcuni dei quali riproducono scene delle vite di san Francesco d'Assisi, sant'Antonio da Padova, san Pasquale Baylon e san Bernardino da Siena. Il soffitto è con volte a crociera in carparo locale e tufo biancastro. Al centro del chiostro è presente un pozzo sormontato da colonne che sostengono una statua di Sant'Antonio con il Bambino.
Dal 1779 fu sede di noviziato e dal 1847 anche scuola di sacra eloquenza. Fino al 1866 fu sede di chiericato. Il convento venne soppresso nel 1876. In seguito fu riaperto nel 1891 con una piccola comunità e fino agli inizi del Novecento fu sede di noviziato e scuola di teologia e filosofia. In seguito divenne caserma dei carabinieri, scuola elementare e oggi è sede del municipio.

#### Chiesa di Santa Maria del Tempio

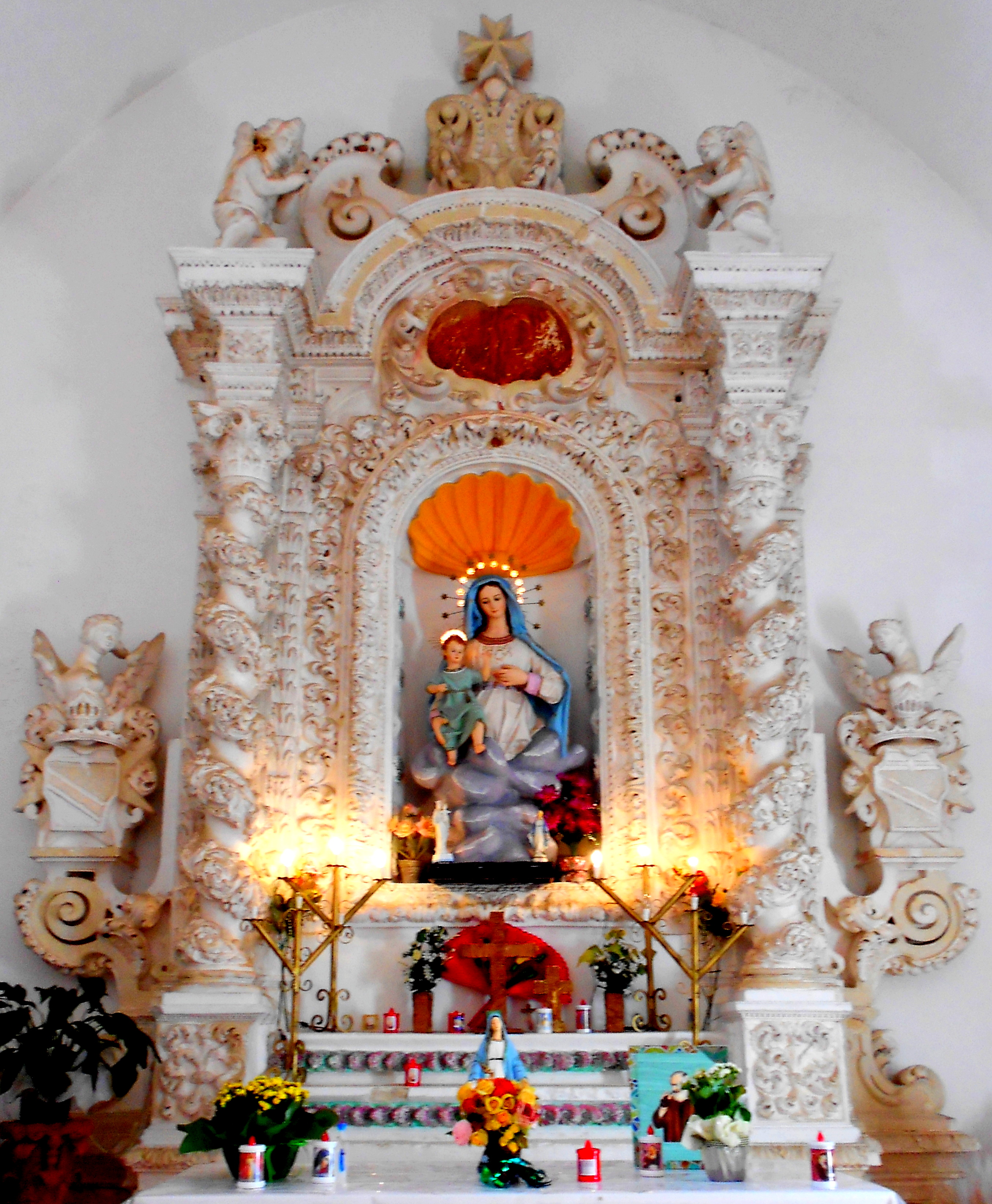
Chiesa della Madonna del Verde, altare maggiore in stile barocco leccese

La chiesa, detta anche "della Madonna del Verde" e annessa al cimitero comunale dal 1876, fu probabilmente edificata nel 1585 quando a governare era il commendatore Paolo Affaitati, su una cappella preesistente di origine templare. La facciata però venne modificata alla fine dell'Ottocento ed è di stile neoclassico.
L'interno, a navata unica, presenta un altare in pietra leccese in stile barocco, originario della chiesa di San Giovanni Battista fuori le mura, che ospita un'immagine della Vergine col Bambino, la stessa che compare nelle insegne araldiche municipali. Lungo la navata è possibile ammirare dei resti di affreschi raffiguranti la Vergine e altri santi.
Si presume che la chiesa fosse l'antico fortilizio dei Templari presenti a Maruggio: all'interno si conserva infatti un'iscrizione lapidea che dice:
.
La chiesa è stata sottoposta a un restauro nel 1969 e ad un ulteriore massiccio intervento interno di ristrutturazione nel 2021 che ha visto il rifacimento ed isolamento del pavimento, il restauro degli antichi affreschi presenti nella chiesa e il ripristino e la pitturazione degli intonaci delle pareti e delle volte.

#### Altre chiese

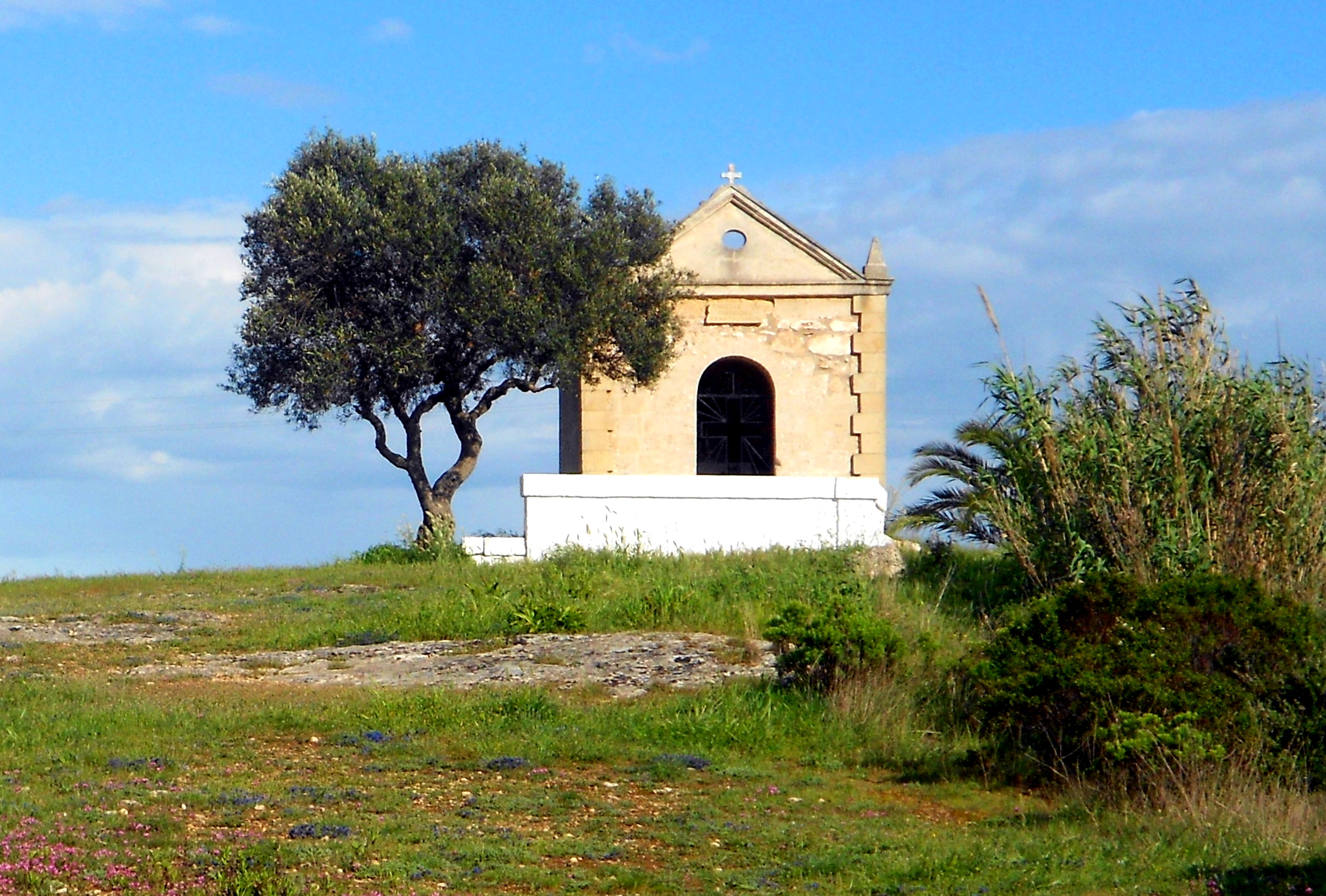
La Cappella dello Spirito Santo (XIX sec.)

- Chiesa del Mirante. Fu costruita nell'anno 1892 ed è annessa alla masseria Mirante, dalla quale prende il nome. È situata nella contrada omonima, raggiungibile dalla litoranea Salentina tra Campomarino e San Pietro in Bevagna. Presenta una facciata semplice ed in stile neoclassico.
- Chiesa di Maria Santissima Assunta. È stata edificata nel Novecento nel centro balneare di Campomarino, accanto al parco comunale, non lontana dall'ex Palazzo Seminarile.

#### Cappelle votive

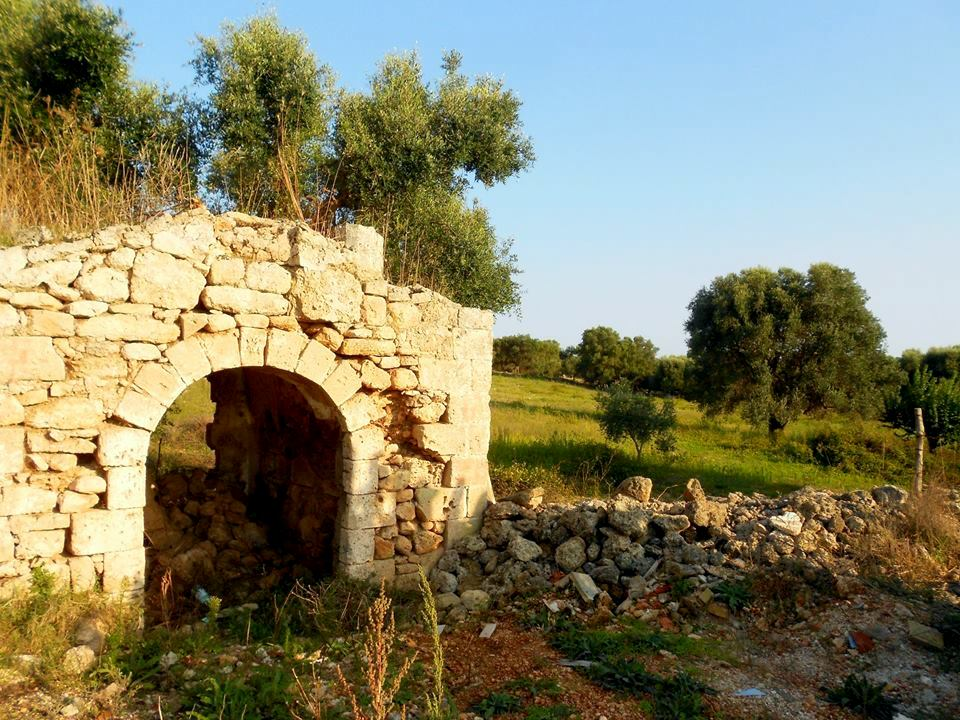
La Cappella della Madonna del Carmine (o di San Pietro) in contrada Castigno

Sparsi per tutto il territorio del paese e alcune anche all'interno di esso, nel centro storico troviamo diverse cappelle votive:
- Cappella del Santissimo Crocifisso (XVI sec.): edificata nel 1523 sulla strada provinciale verso Avetrana, custodisce al suo interno un antico affresco di Santa Lucia,
- la cappella della Madonna della Croce (1643), in località Truni-Colonne, all'interno della quale si trova un affresco della Vergine,
- la cappella di San Cosimo (XVIII secolo), sulla strada provinciale per Torricella,
- Cappella della Madonna del Carmine (o di San Pietro), in località Castigno, sulla quale non si hanno molte notizie; oggi è ridotta quasi a un rudere e all'interno è possibile ammirare gli ultimi tratti di un affresco probabilmente raffigurante l'apostolo Pietro,
- la cappella della Madonna dell'Alto Mare, su una duna in contrada Capoccia Scorcialupi, edificata sul sito in cui in epoca magnogreca sorgeva un tempio dedicato ad Artemis Bendis, i cui resti sono tuttora visibili di fronte alla cappella,
- la cappella dello Spirito Santo (XIX secolo) sulla strada provinciale verso la frazione di Campomarino di Maruggio.
- la cappella della Madonna di Costantinopoli (o di Pasano), cappella privata annessa al palazzo Covelli-de Marco nel centro storico, edificata nel 1737 per volere della famiglia Covelli, ospita al suo interno un altare barocco;
- resti dell'antica cappella della Misericordia, edificata nel 1744 nel centro storico per volere del commendatore Costantino Chigi, quasi di fronte alla Chiesa Madre, ed originariamente appartenuta ai Cavalieri di Malta, ne rimane visibile solo una colonna laterale;
- la cappella della Croce Passionista, edificata nel Novecento e situata in via Vittorio Emanuele, cappella aperta;
- resti dell'antica cappella della Visitazione, edificata all'interno del castello.
- Cappella della Divina Misericordia (XXI sec.): situata in contrada Fabbriche lungo la strada provinciale che conduce a Torricella, è stata consacrata il 3 aprile 2016 (giorno dedicato alla Divina Misericordia nella religione cattolica) ma ricavata in un ben più antico casolare di campagna, immersa tra pini e ulivi secolari e alle porte di uno dei più estesi ficheti di Maruggio. Fortemente voluta dalla signora Marilena Fusco, (proprietaria del fondo agricolo su cui insiste l'edificio) che per forte devozione ha deciso di donarla alla comunità, è stata consacrata alla Divina Misericordia in occasione del Giubileo straordinario della misericordia.

### Architetture civili

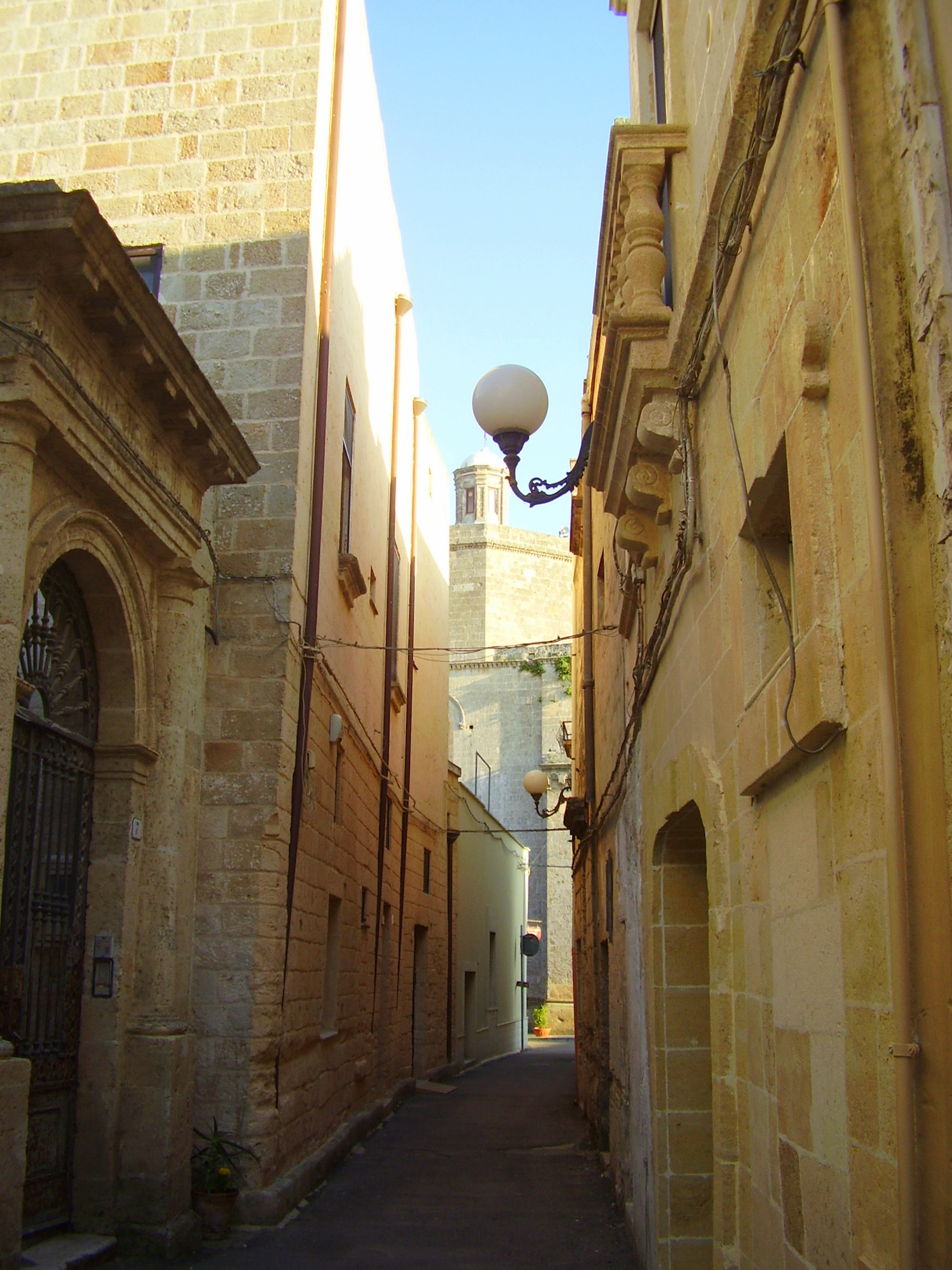
Via San Pietro, una via del centro storico di Maruggio. In primo piano sulla sinistra l'arco d'accesso alla Casa canonica. Nello sfondo, la chiesa madre

#### Centro storico
Il centro storico (detto anche "Sciangài" in lingua locale, o "Terra murata", per essere anticamente racchiuso nelle mura medievali) è la zona più antica di Maruggio. Comprende un dedalo di viuzze strette e tortuose su cui si affacciano piccole abitazioni imbiancate a calce (soprattutto nella parte sud) e antichi palazzi signorili con balconi decorati e logge (in particolar modo nella parte nord). Vi si trovano inoltre la chiesa madre, la torre dell'Orologio e il castello. Dal 2011 nel centro storico sono in atto lavori di riqualificazione, con il ripristino della pavimentazione a chianche in alcune vie del borgo antico.

#### Palazzo dei Commendatori (XIV sec.)
Il castello dei cavalieri di Malta, detto anche palazzo dei Commendatori, fu edificato nel 1368 per volontà dei cavalieri dell'ordine di Malta, addossato alle mura di cinta della città. Nel corso del tempo ha subito numerose ristrutturazioni. È fregiato da un grande trittico con stemma ed armi del gran maestro dell'epoca, Hugues Loubenx de Verdalle. Visibile sull'arco all'entrata, anche lo stemma del commendatore Alliata, stemma presente anche sulla facciata della chiesa matrice.
Il castello si affaccia su piazza del Popolo, la piazza principale di Maruggio, ma l'entrata è da via Umberto I, dove un arco accede al cortile, nel quale si trovava in origine la cappella della Madonna della Visitazione.
Il castello si compone di due piani e comprendeva alcune stanze al primo piano e frantoi e magazzini al piano terra.

#### Torre dell'Orologio (XIX sec.)
La torre dell'orologio fu costruita a seguito della decisione presa il 9 dicembre del 1855. Nel 1939 vi furono aggiunti lapidi e un rilievo per trasformarla nel monumento ai caduti della prima guerra mondiale: l'altorilievo riproduce un elmo coronato d'alloro ed un soldato ferito che, sostenendosi con una stampella, si inchina davanti al giovane balilla, mentre un pannello bronzeo raffigura una scena di combattimento, sormontato da una vittoria alata. Al di sopra su una lapide marmorea ai cui lati sono visibili due fasci littori, sono incisi i nomi dei caduti.
Nel 1969 l'amministrazione comunale fece aggiungere un'altra lapide per i nomi dei caduti nella seconda guerra mondiale.

#### Palazzi signorili
- Palazzo Longo (XVI secolo, via Longo);
- Palazzo Morleo (XIX secolo, via Umberto I);
- Palazzo Armieri (XVII secolo, via Carlo Alberto);
- Palazzo Massafra (XIX secolo, via Massafra)
- Palazzo Covelli - de Marco (XVIII secolo, via Regina Elena), comprendente la cappella della Madonna di Costantinopoli; Loggia di Palazzo Covelli - de Marco

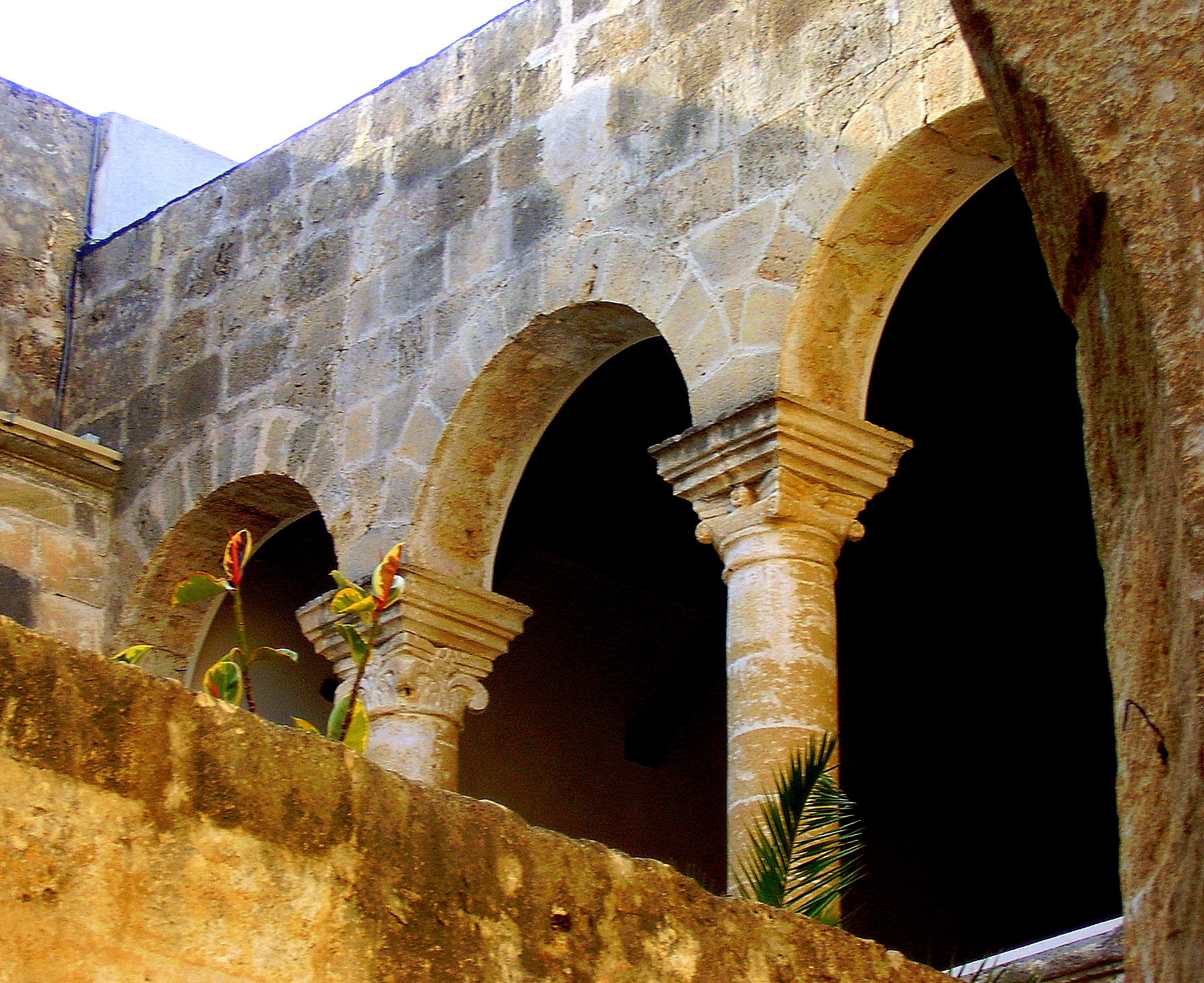
Loggia di Palazzo Covelli - de Marco

- Villa Gigli (XVII secolo, via Roma), villa oggi in stato di abbandono ed inglobata nel paese nella zona settentrionale sulla via per Manduria;
- Palazzo Seminarile (XIX secolo, via Torquato Tasso), situato nel centro di Campomarino ed edificato per volontà dell'allora vescovo di Oria Antonio De Tommaso; sul fronte principale è visibile lo stemma episcopale;
- Palazzo Caniglia (XVII secolo, via Umberto I e piazza San Giovanni), sede della biblioteca comunale dal 3 settembre 2005, fu edificato a ridosso delle antiche mura di cinta, delle quali sono visibili i resti annessi alla struttura seicentesca e dalle quali prende il nome la via-galleria che passa al di sotto del palazzo (via Torre Murata);
- Palazzo Canonico (XVIII secolo, via San Pietro), edificata nel 1741 nel centro storico, è caratterizzata da un ampio portale ad arco affiancato da un colonnato.

### Architetture militari
Nel 1473, anno nel quale furono emanati i capitoli della bagliva, vennero erette lungo la costa tre torri di avvistamento contro gli attacchi saraceni:
- la "torre di Monte dell'Ovo", o più semplicemente torre dell'Ovo o torre Ovo, si trova al confine col comune di Torricella e con la sua la frazione di Torre Ovo-Librari-Trullo di Mare ed è situata su una scogliera a picco sul mare alta 14 m. Non è citata nell'elenco del viceré del 1569, ma come tipologia risponde a quella tipica del regno[senza fonte]: ha, cioè, base quadrata (10,60 m x 10,80 m) e forma troncopiramidale. Su tre dei suoi lati sono addossate costruzioni più recenti;
- la "torre Moline" (o "torre Molini") si trova nella frazione costiera di Campomarino. Comunica a vista a sud con torre Borraco (dalla quale dista 4 km) e a nord-ovest con torre dell'Ovo (dalla quale dista 5 km). Neanche questa compare nell'elenco del 1569 ma abbiamo notizia[senza fonte] del terriero del 1583, un certo Francesco de Carbuines. Si discosta dai tipi più comuni in quanto è sprovvista sia di caditoie sia di boccatelli, anche se non sappiamo se fosse questa la sua forma originaria. Le sue dimensioni sono 10,30 m x 10,85 m;
- la "torre Burraco", che si trova oggi nel territorio del comune di Manduria. A guardia del torrente omonimo, comunica a sud con torre San Pietro e a ovest con torre delle Moline. Non compare nell'elenco del viceré ma anche per questa si conosce il nome del terriero del 1583, Francesco le Garzia. È una torre tipica del regno[senza fonte].

### Costruzioni rurali
Nel territorio comunale esistono 15 masserie di cui alcune sono ancora in funzione, altre sono state abbandonate. All'interno del territorio comunale insistono anche ville e casini signorili. Nell'elenco seguente è riportato tra parentesi il nome in dialetto locale.
Andando da ovest ad est troviamo:
- Masseria Samia (la Sàmia): la masseria Samia è una masseria del territorio maruggese situata al confine con il territorio comunale di Torricella, a pochi passi dalla costa, non lontana dalla medievale Torre dell'Ovo e dall'antico sito archeologico di Civita Vecchia di epoca magno-greca. Il nome della masseria (e della contrada omonima che la attornia) presenta in effetti molte affinità con il nome dell'isola greca di Samo e rivela dunque un etimo comune, etimo derivante secondo Strabone da uno stesso termine fenicio che significa "altura vicino alla costa", come in effetti tuttora si presenta la contrada Samia di Maruggio, posizionata in posizione sopraelevata in continuazione del promontorio marittimo di Capo dell'Ovo.
- Masseria Pepe (lu Pepi),
- Masseria Cravara, (la Kravàra),
- Masseria Garroni, (li Karrùni),
- Masseria Tremola Vecchia, (la Trèmula),
- Masseria Le Fabbriche, (li Fràbbiki), XVII secolo,
- Masseria Cazzizzi, (li Kazzìzzi),
- Masseria dei Preti, (li Prjèviti),
- Masseria Nuova, (la Massarìa Nova), XVIII secolo,
- Masseria Piccinna, (la Massarìa Piccìna),
- Masseria del Vento, (lu Vjèntu), XVIII secolo,
- Masseria Mirante, (lu Mirànti),
- Masseria Mavilia, (la Maìja),
- Masseria Grazioli, (li Grażjòli), XVII secolo: la masseria Grazioli è un'antica masseria risalente al XVIII secolo ubicata lungo la strada che conduce ad Avetrana e Nardò e appartenuta originariamente alla nobile famiglia maruggese dei Covelli, antichi possidenti inoltre di un antico e grande palazzo signorile all'interno del centro storico del paese. Oggi è di proprietà della famiglia Filomena. La struttura dista 2 km da Maruggio e 2,5 km dal mare ed è attorniata da un uliveto antico oltre quattrocento anni e da zone di macchia mediterranea. Nei pressi della masseria si erge una modesta altura, il Monte Maggio, appartenente alla fascia collinare delle Murge Tarantine, dove è presente un sito archeologico attestante la frequentazione del luogo nelle età del Ferro, del Bronzo e in epoca magnogreca. La posizione sopraelevata della piccola masseria permette di scorgere tutta la parte orientale del comune di Maruggio, dalla masseria Mirante fino alla masseria Maviglia, per scorgere anche parte del comune di Manduria in cui insistono la masseria Surii e la torre Borraco.
- Masseria Correggia, (la Kurèggia).
- Villa Boschetto, XIX secolo: Villa Boschetto è un'antica villa rurale edificata nella prima metà dell'Ottocento per volere di una nobile famiglia manduriana a pochissima distanza dalla Masseria Mirante. Il nome Boschetto deriva dall'antico nome della zona, che designava un'area caratterizzata da una folta vegetazione mediterranea spontanea (tuttora parzialmente presente). La villa ha costituito da sempre un casino di caccia e luogo di villeggiatura.

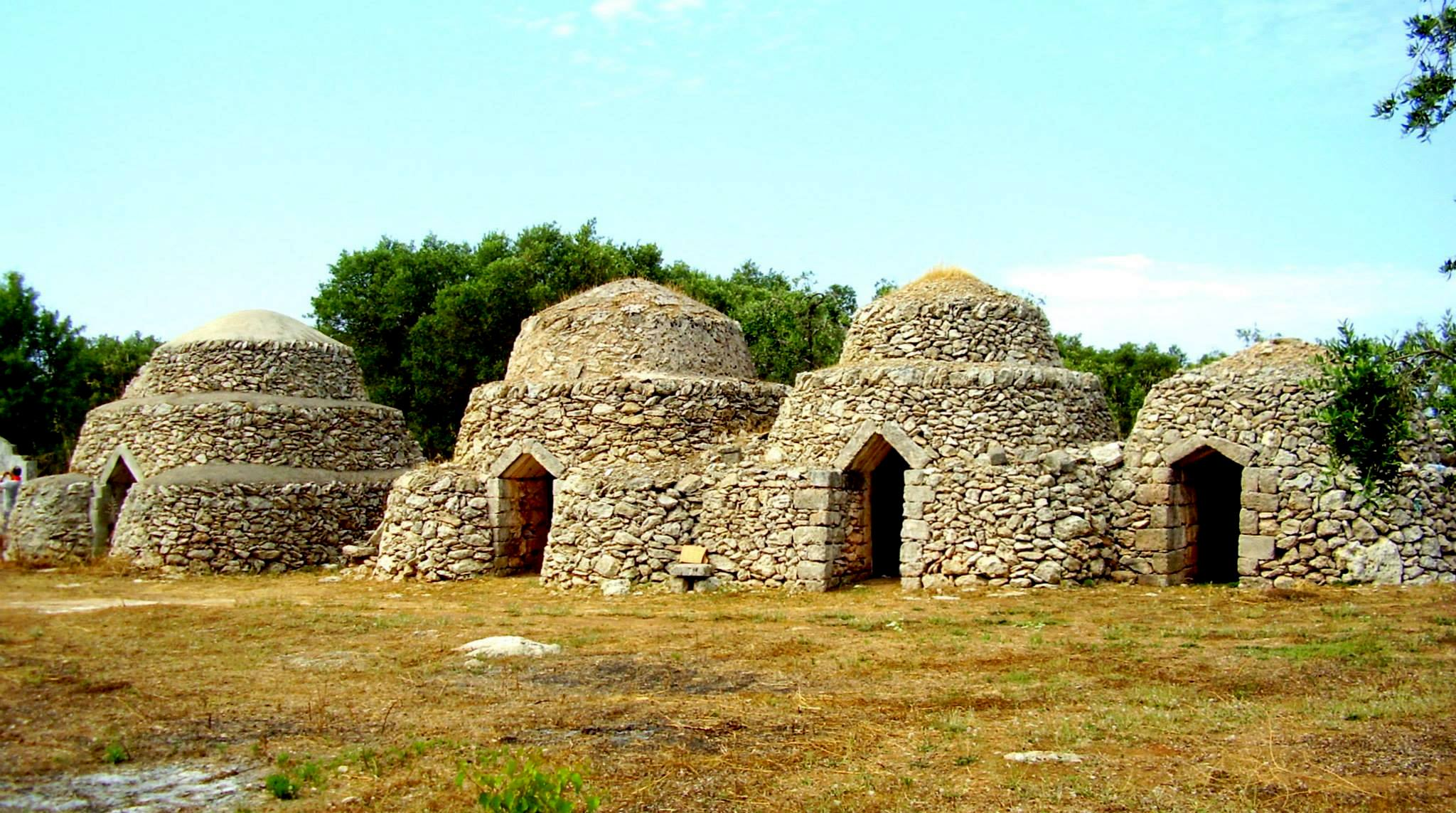
Trulli maruggesi

Inoltre nel territorio di Maruggio vi è una forte presenza di trulli (li tròdduri in dialetto locale) e sono presenti strutture chiamate lu cannizzàru, dal tetto in canne. Anticamente il territorio di Maruggio era caratterizzato da altre costruzioni rurali, li pajari, strutture realizzate con muri a secco e dal tetto fatto di fasci di sparto, che davano agli edifici un aspetto simile ai cottage irlandesi. Oggi queste strutture sono pressoché scomparse ed è possibile ammirarne solo i resti, consistenti nelle strutture a secco.

### Principali vie e piazze
Le vie principali e le piazze di Maruggio sono:
- piazza del Popolo, è al centro della città; vi si affaccia il castello;
- piazza San Giovanni, sulla quale si affaccia palazzo Caniglia e la chiesa di San Giovanni Fuori le Mura; qui troviamo anche la colonna di San Giovanni, una colonna sulla quale è posta una statua del santo protettore del paese;
- piazza Marconi, dov'è presente la villa comunale;
- piazza Mario Pezzi;
- largo Don Bosco;
- via Vittorio Emanuele: porta a Torricella partendo da piazza del Popolo; lungo questa strada troviamo il convento (oggi sede municipale), la cappella della Croce passionista, quella di San Cosimo e la chiesa della Madonna del Tempio;
- via Roma: porta a Manduria da Piazza del Popolo;
- via Malta: porta a Campomarino da piazza del Popolo; lungo la strada si incontrano le chiese dell'Annunziata e di Sant'Eligio;
- via Per Mare: porta lungo la litoranea dalle chiese dell'Annunziata e di Sant'Eligio su via Malta;
- via Crocifisso: porta ad Avetrana e sulla via Salentina; lungo la strada si trova la cappella del Santissimo Crocifisso;
- via Umberto I: divide a metà il centro storico tra piazza del Popolo e piazza San Giovanni; vi si trovano la torre dell'Orologio, la chiesa madre, i resti della cappella della Misericordia e palazzo Caniglia.

Le vie e piazze principali di Campomarino sono:
- via Dante: percorre tutto il centro abitato di Campomarino e costituisce parte della litoranea salentina; vi si trova la chiesa dell'Assunta;
- via per Maruggio: porta da via Dante verso il capoluogo;
- via Pascoli, verso il porto;
- piazzale Italia, al centro di Campomarino, su cui si affaccia la torre Moline;
- piazzale dell'Assunta.

#### Area archeologica greco-romana di Capo dell'Ovo

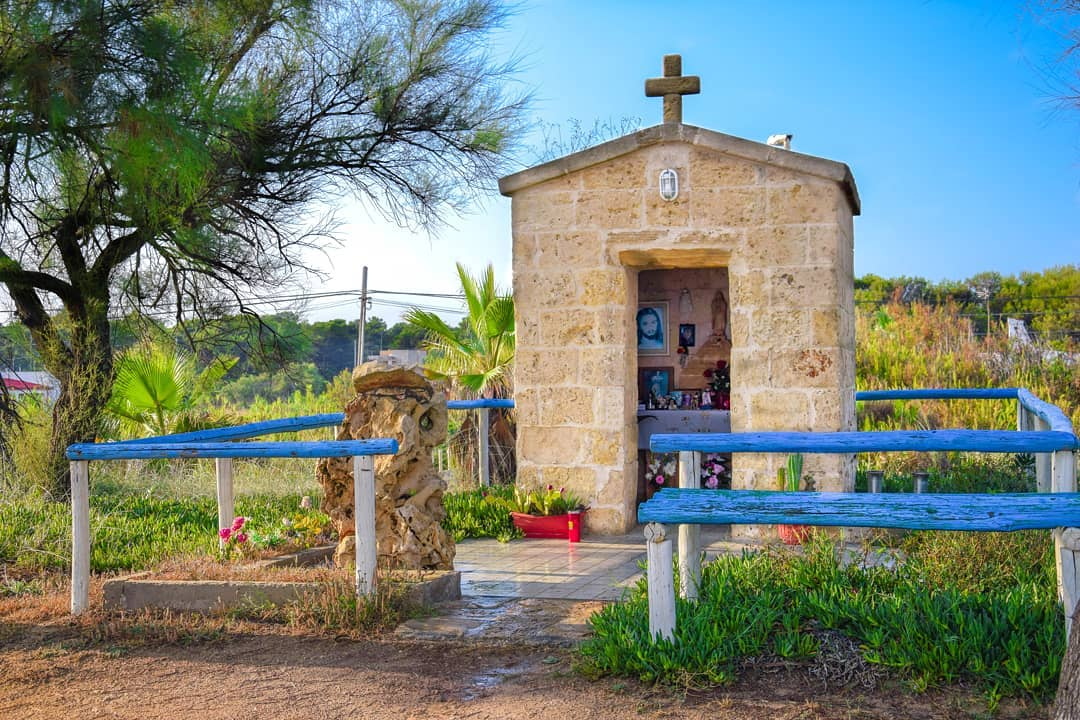
La cappella votiva della Madonna dell'Altomare, in località Capoccia Scorcialupi, e i resti archeologici antistanti

### Aree archeologiche

#### Tempio di Artemis Bendis (V - IV sec. a.C.) della duna della Madonnina
Sulla sommità della duna della Madonnina, in località Capoccia Scorcialupi, poco a ovest di Campomarino di Maruggio, dove oggi sorge una piccola cappella votiva dedicata alla Madonna dell'Altomare, sono ancora visibili dei resti di un sacello di epoca magnogreca dedicato alla divinità di Artemis Bendis (Artemide / Bendis), ubicato al confine tra il territorio magnogreco di Taranto e il resto del Salento messapico. Numerose terrecotte raffiguranti la dea sono stati portati alla luce in scavi condotti nel 1968.
Nel 1964 l'archeologo Peter Trockmorton scoprì nello specchio d'acqua antistante alla duna anche i resti di una nave greca con all'interno un carico di anfore corinzie datate tra il VI e il V secolo a.C..

### Aree naturali

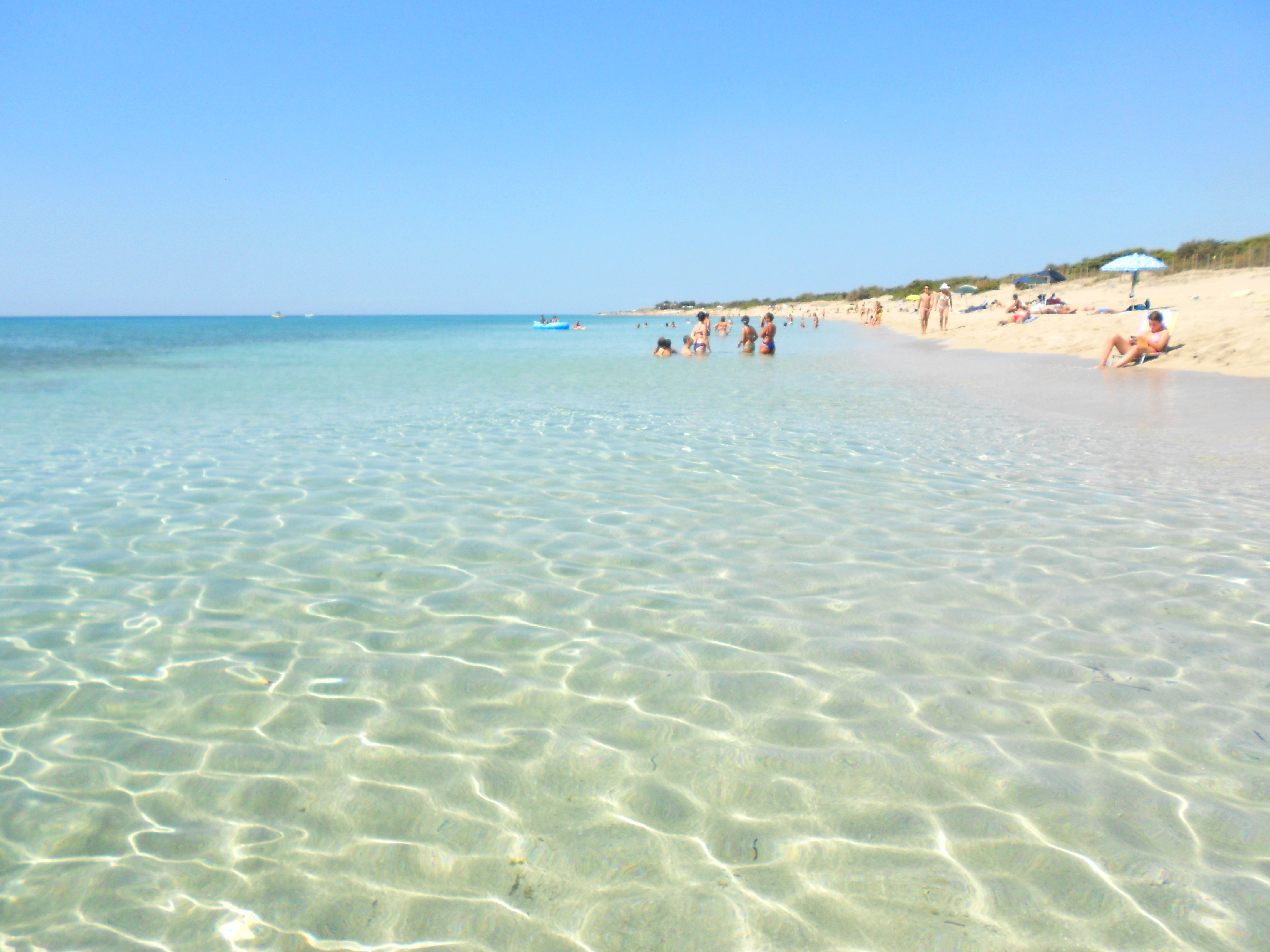
La spiaggia d'Ayala a Campomarino di Maruggio

#### Ambiente costiero
L'ambiente costiero di Maruggio si estende per circa 9 km lungo il mar Ionio settentrionale e rappresenta uno degli ambienti costieri meglio conservati della penisola salentina.
Le dune della costa di Maruggio (meglio conosciute come dune di Campomarino) sono tra i sistemi dunali più estesi della Puglia e per la loro integrità sono stati nominati tra i Siti d'Interesse Comunitario dalla Comunità Europea. Si estendono lungo tutta la costa di Maruggio dalla località di Acquadolce Cirenaica fino a Monaco Mirante e infine Borraco in territorio di Manduria e sono alte oltre 10 metri. Prima dello spianamento di alcune di essere per la costruzione della strada litoranea, le stesse raggiungevano un'altitudine fino a 20 metri s.l.m. La loro esposizione perfettamente a sud ha qui creato un habitat botanico particolare, fatto di numerose specie mediterranee che qui crescono particolarmente rigogliose, tra cui i ginepri, il timo, il rosmarino e il lentisco.
Le dune degradano poi dolcemente verso il mare, dando origine a diverse spiagge sparse lungo tutta la costa, ad eccezione di brevi punti dove lasciano il posto a basse scogliere a picco sul mare.
Le spiagge del litorale di Maruggio sono molto diversificate tra loro e presentano sabbia non dappertutto omogenea: si va dalla sabbia finissima e chiara alla sabbia più grossa e dorata. Proprio grazie alle caratteristiche della sabbia, grazie all'ambiente mediterraneo delle dune ben conservato e grazie alla limpidezza e alla pulizia delle acque del mare, le spiagge del litorale di Maruggio rappresentano anche una grande risorsa turistica che attrae numerosissimi visitatori ogni estate.

#### Boschi

##### Bosco Pindini
Il bosco Pindini è una piccola area boschiva situata ad ovest del paese, lungo la strada che conduce a Monacizzo. Rappresenta uno stralcio dell'antica Foresta Oritana, che un tempo si estendeva su tutto l'alto Salento e di cui oggi non restano che pochi tratti sparsi tra Tarantino e Brindisino.

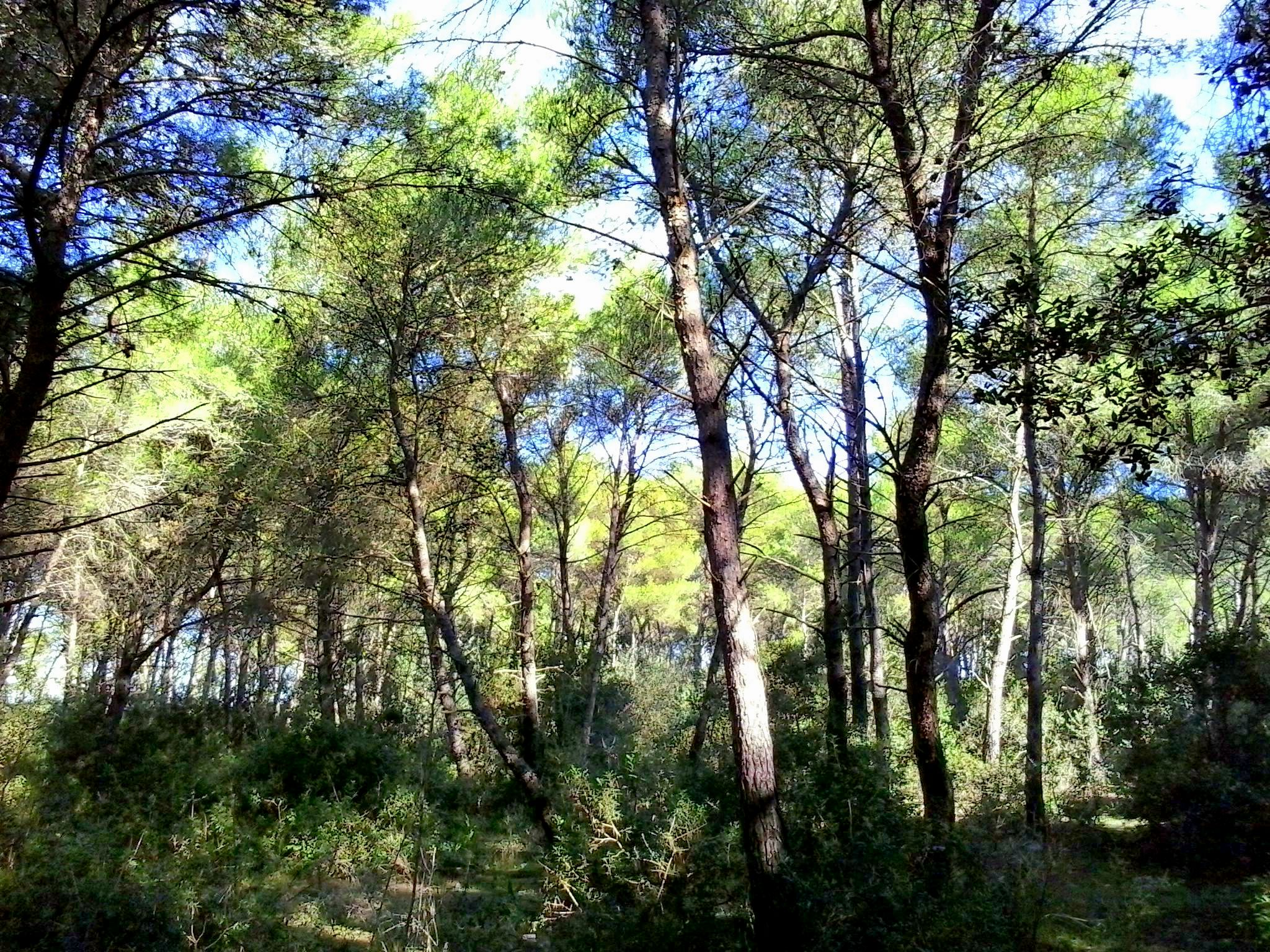
Bosco della Correggia

#### Bosco della Correggia
Il bosco della Correggia è un'area boschiva che si estenda a nord del paese a pochissima distanza dallo stesso, lungo la strada che conduce a Manduria. L'area, che si estende per circa 10 ettari, fu rimboschita nel 1959 con dei cantieri di lavoro. Fu voluta dal proprietario per migliorare la qualità dell aria. È costituita da una fitta pineta di pini d'Aleppo con un fitto sottobosco di piante tipiche della macchia mediterranea tra cui la filirea, l'olivastro, il lentisco, la ginestra spinosa. Nelle aree più interne del bosco è possibile trovare anche cespugli di timo e zafferano selvatico.

##### Bosco di Sferracavalli
Situato leggermente più a nord, sempre lungo la strada per Manduria, ha una superficie di circa 20 ettari e fu pianttato, sempre con cantieri di lavoro, nel 1949. Prende il nome dalla salita che la strada fa costeggiando il bosco.

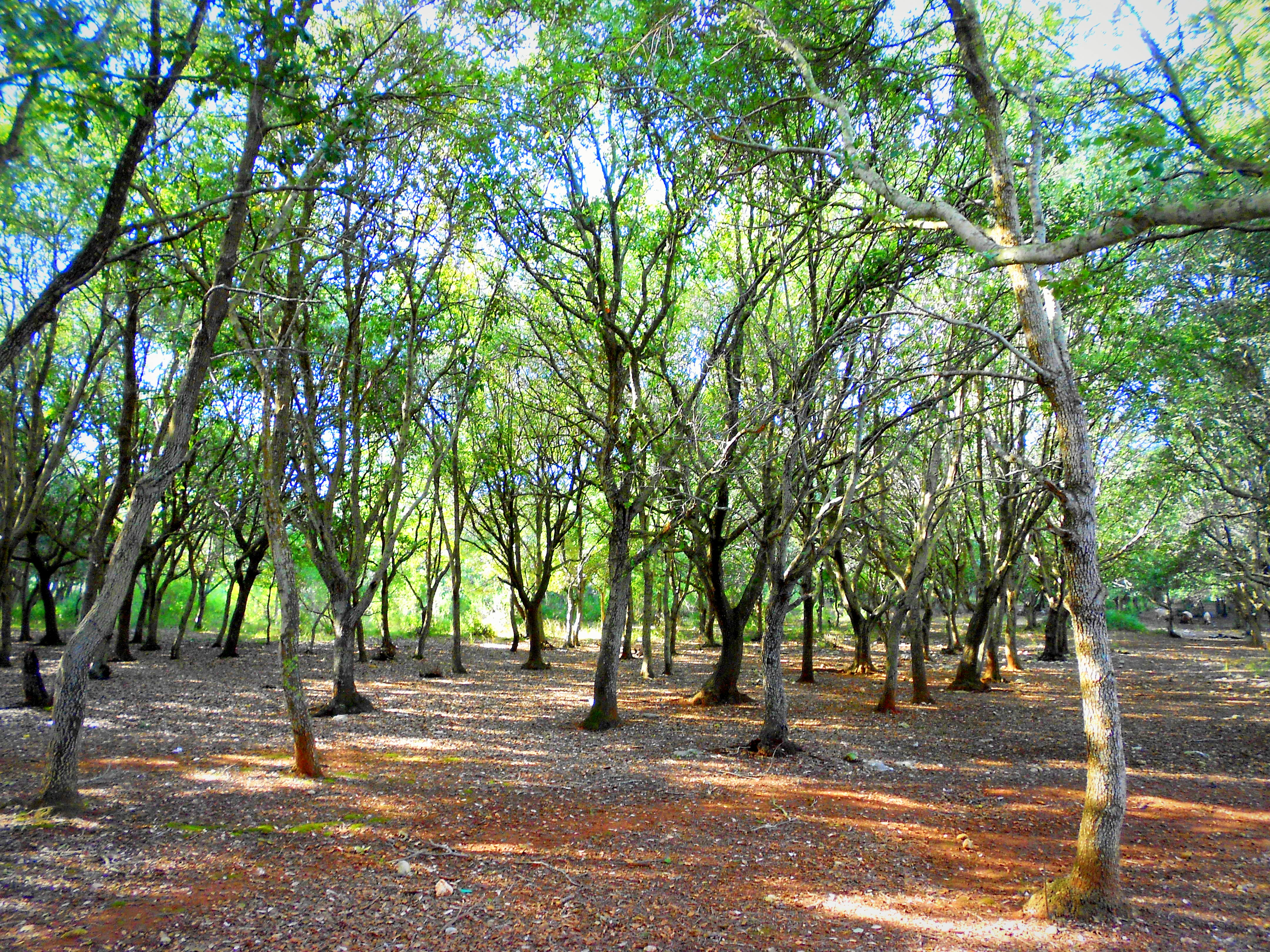
Bosco della Maviglia

##### Bosco del Marchese
Posto al confine tra i comuni di Maruggio e Manduria lungo la stradina rurale che porta da Maruggio alle Bocche di Borraco in contrada Marchese, si tratta di un boschetto di piccole dimensioni esteso per circa mezzo kilometro verso nord, ma dalla larghezza di un centinaio di metri circa. Rappresenta uno degli ultimi stralci dell'antica Foresta Oritana ed è caratterizzato dalla prevalente presenza di lecci.

#### Corsi d'acqua

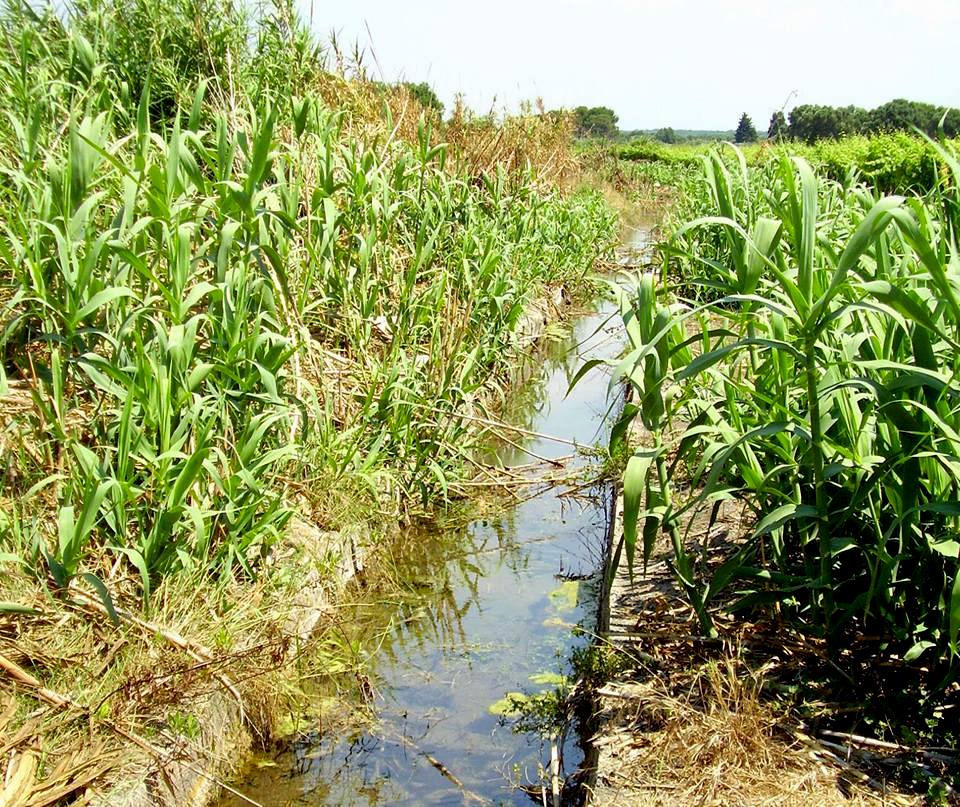
Il Torrente del Curso, in contrada Castigno

Il territorio di Maruggio è caratterizzato dalla quasi totale assenza di corsi d'acqua in superficie. L'unico corso d'acqua esistente è il Torrente del Curso, un rigagnolo alimentato da risorgive e dalle acque piovane discendenti dalle lame delle Murge Tarantine presente ad ovest del paese tra Maruggio e Monacizzo in contrada Castigno. Le sorgenti del torrente rappresentano l'habitat più importante del corso d'acqua e sono caratterizzate da un fitto canneto tipico di ambienti umidi e palustri.
Un altro corso d'acqua è invece Canale Cupo, originato da una piccola gravina che raccoglie le acque piovane delle Murge Tarantine, e discendente verso sud, dove, dopo aver attraversato parte dell'abitato di Maruggio, in località Camene origina una seconda profonda lama, in lingua locale Sott'alli Canni, per la presenza di un fitto canneto tipico delle aree umide. Il corso d'acqua è alimentato esclusivamente dalle acque piovane.

## Società

### Evoluzione demografica
Abitanti censiti

Al 01-01-2022 risiedevano a Maruggio 133 abitanti stranieri.

### Tradizioni e folclore

#### Tradizioni e festività religiose

##### Festa patronale
I santi protettori di Maruggio sono san Giovanni Battista e san Cristoforo, che vengono festeggiati il 13 e 14 luglio.
Il culto di San Giovanni Battista (San Giuànni) come protettore di Maruggio fu portato dai Cavalieri di Malta nel paese che da allora lo venerò come santo protettore il 24 giugno. La variazione della data della festa si attesta dal decreto vescovile del 30 giugno 1928. Con questo documento episcopale si accoglieva, infatti, la richiesta dei maruggesi di celebrare la festività nei giorni 13 e 14 luglio, soprattutto in relazione al ricordo del miracolo di san Giovanni che avrebbe salvato il paese da un forte e violento temporale.

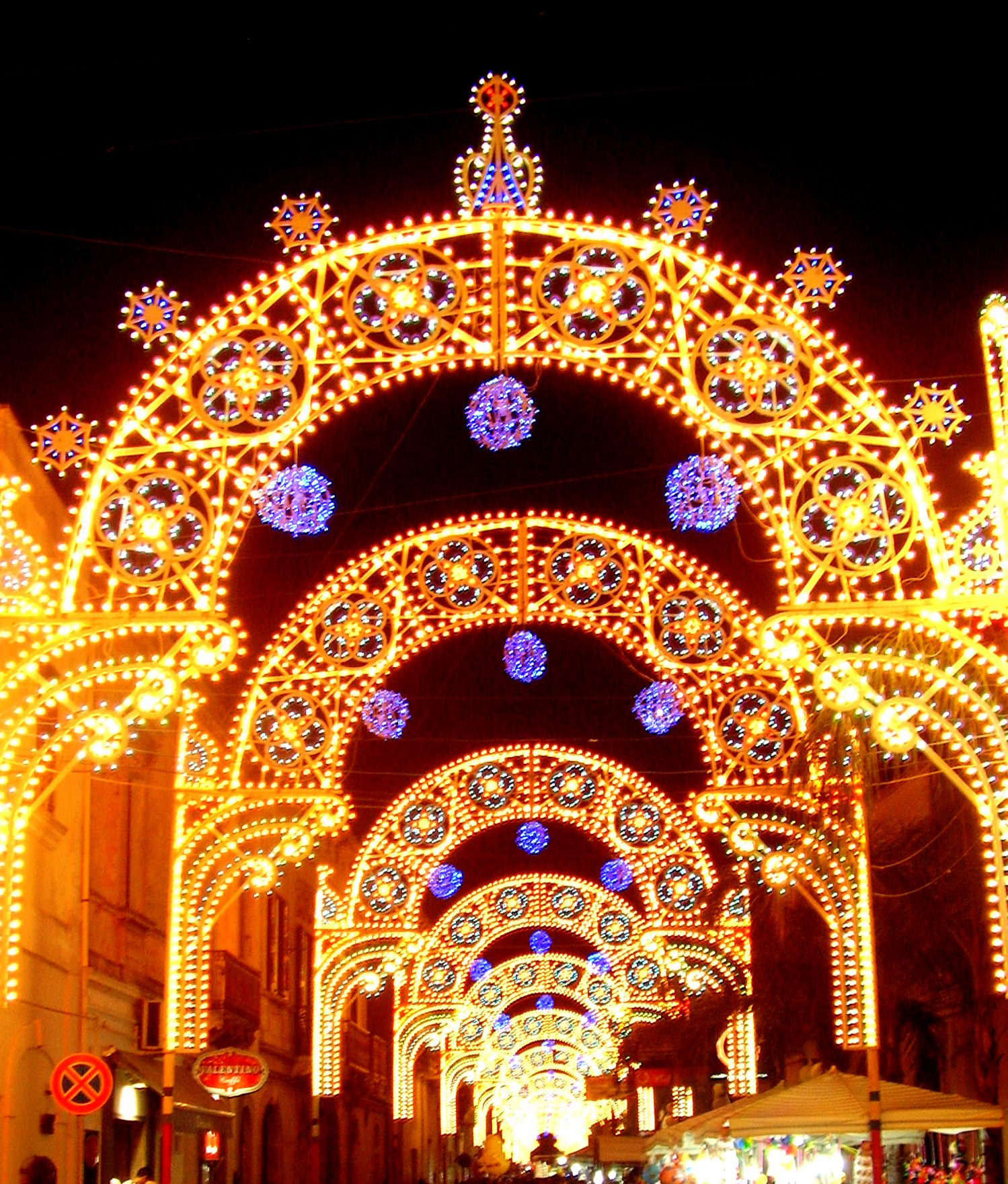
Luminarie per la festa patronale

Il culto di san Cristoforo (San Krištòfuru) invece nacque all'inizio del Novecento e il santo venne dichiarato compatrono nel 1962.
Durante il periodo della festa anticamente veniva organizzata una fiera.

##### Festa della Madonna del Verde
La Madonna del Verde (la Matònna tu lu Verdi in dialetto locale) è celebrata per una leggenda popolare, secondo la quale la Madonna avrebbe fatto guarire molte persone, tra cui diversi bambini, dal favismo, che dava un colorito verde al corpo: per questa caratteristica avrebbe ricevuto l'appellativo di Madonna del Verde e in passato era meta di pellegrinaggi anche dagli abitanti dei paesi limitrofi.
Ad essa è dedicata la cinquecentesca chiesetta di Santa Maria del Tempio, che comunemente è chiamata chiesa della Madonna del Verde, oggi annessa al cimitero.
La festa è celebrata il 21 novembre.

## Cultura

### Istruzione
A Maruggio sono presenti l'istituto comprensivo "Tommaso Del Bene", che comprende la scuola dell'infanzia "Collodi", la scuola primaria "Tommaso Del Bene", la scuola secondaria di primo grado "Petrarca" e la succursale dell'istituto professionale di stato per i servizi alberghieri e della ristorazione di Pulsano "I.I.S.S. Mediterraneo".

## Geografia antropica

### Frazioni
L'unica frazione vera e propria di Maruggio è Campomarino, che rappresenta un vero e proprio centro, abitato prevalentemente d'estate dai turisti, ma con qualche nucleo residente tutto l'anno.
Lungo la costa vi sono poi altre località balneari, costituite perlopiù da case sparse, abitate esclusivamente nei periodi estivi.
Lungo la riviera occidentale maruggese troviamo:
- Acquadolce Cirenaica
- Capoccia Scorcialupi
- Commenda.

Lungo la costa orientale di Maruggio si trova invece la località di Monaco Mirante.
Nell'entroterra non ci sono località abitate ma solo rari nuclei di singole abitazioni sparse.
Alcune località, invece, che in passato avevano carattere rurale sono state in seguito inglobate nel centro abitato, come la contrada Strascinata ormai un rione periferico occidentale del paese, o quella di Montalto situata a nord del paese sulle Murge tarantine a 60 m s.l.m. in fase di espansione ed inglobamento al paese.

## Economia
L'economia del comune di Maruggio è basata essenzialmente dall'agricoltura e dal turismo.
L'agricoltura è molto sviluppata nelle campagne, grazie alla fertilità della terra e al clima ottimo che permettono la coltivazione di uliveti e vigneti principalmente, con cui si producono olio e il Primitivo di Manduria. Non mancano colture frutticole, in particolare vengono coltivati fichi, fichi d'India, mandorle, carrubi, agrumi anche se restano un settore di nicchia nell'agricoltura complessiva maruggese.
Nonostante la presenza del porto di Campomarino di Maruggio, la pesca non rappresenta un settore importante e trainante dell'economia locale maruggese.
Limitatissimo è il settore industriale, il cui sviluppo è legato all'industria agroalimentare e in particolare alla lavorazione delle olive per la produzione di olio e alla lavorazione dei prodotti caseari.
Fonte importantissima per l'economia del comune è il turismo, principalmente di tipo balneare.

## Infrastrutture e trasporti

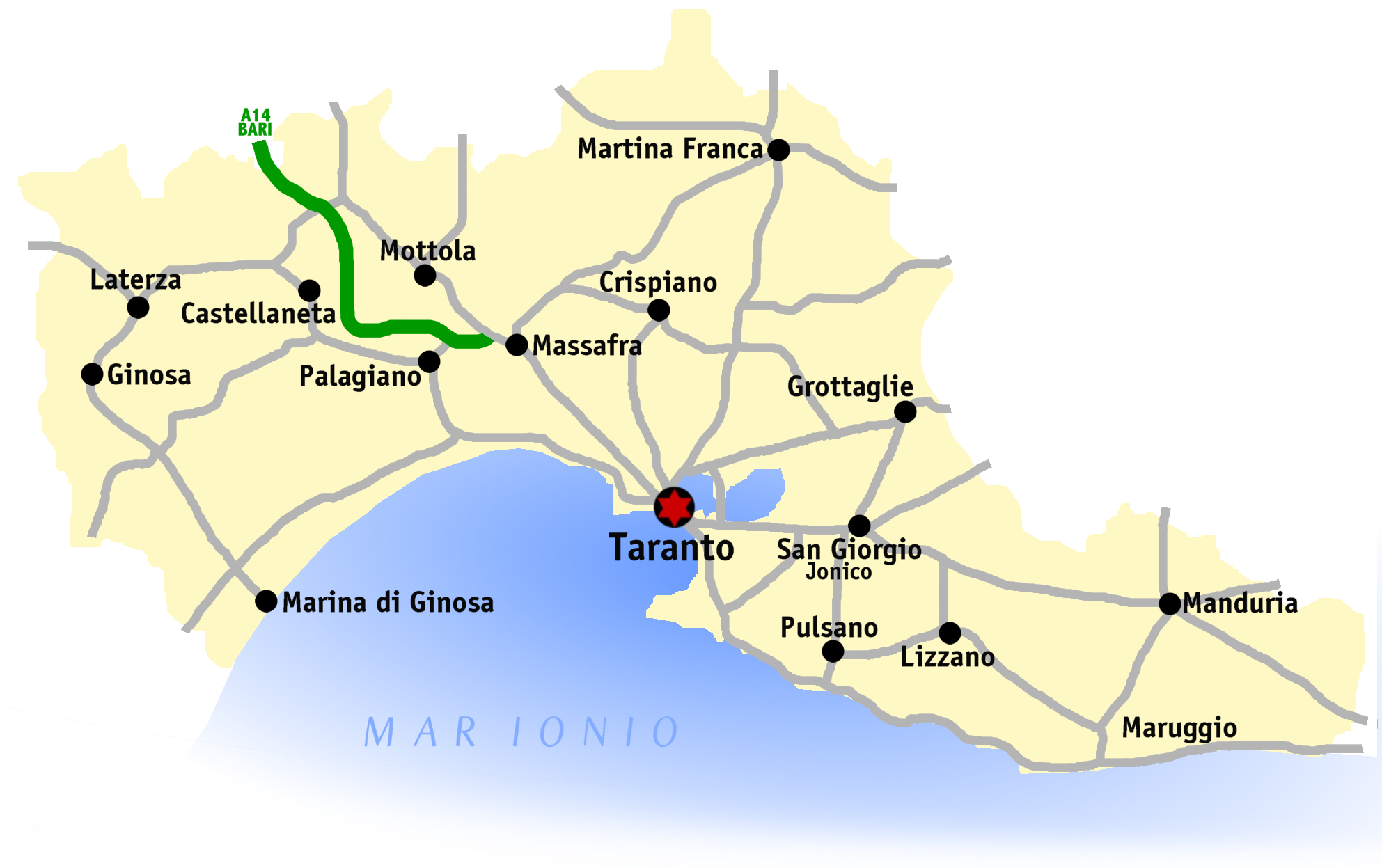
Collegamenti della provincia di Taranto

### Strade
Il territorio di Maruggio non è attraversato da alcuna arteria principale di scorrimento, ad eccezione della Litoranea Salentina, la quale attraversa tutta la costa maruggese collegando tale tratto di costa a tutto il resto del litorale jonico-salentino.

### Porti
All'interno del territorio comunale di Maruggio è presente l'area portuale della sua frazione, Marina di Maruggio.

## Amministrazione
Di seguito è presentata una tabella relativa alle amministrazioni che si sono succedute in questo comune.
| Periodo        | Periodo        | Primo cittadino      | Partito                       | Carica  | Note   |
| -------------- | -------------- | -------------------- | ----------------------------- | ------- | ------ |
| 4 giugno 1990  | 22 giugno 1990 | Giuseppe Lupo        | Partito Repubblicano Italiano | Sindaco | [ 16 ] |
| 22 giugno 1990 | 18 maggio 1992 | Salvatore Favale     | Partito Socialista Italiano   | Sindaco | [ 16 ] |
| 18 maggio 1992 | 15 maggio 1993 | Giovanni Longo       | Democrazia Cristiana          | Sindaco | [ 16 ] |
| 14 luglio 1993 | 13 giugno 1994 | Nicola Pastorelli    | Democrazia Cristiana          | Sindaco | [ 16 ] |
| 14 giugno 1994 | 25 maggio 1998 | Mario Calò           | lista civica                  | Sindaco | [ 16 ] |
| 25 maggio 1998 | 28 maggio 2002 | Giovanni Longo       | centro-destra                 | Sindaco | [ 16 ] |
| 28 maggio 2002 | 22 marzo 2003  | Giovanni Longo       | Casa delle Libertà            | Sindaco | [ 16 ] |
| 15 giugno 2004 | 8 giugno 2009  | Alberto Chimienti    | Casa delle Libertà            | Sindaco | [ 16 ] |
| 8 giugno 2009  | 26 maggio 2014 | Alberto Chimienti    | Il Popolo della Libertà       | Sindaco | [ 16 ] |
| 26 maggio 2014 | 27 maggio 2019 | Adolfo Alfredo Longo | lista civica                  | Sindaco | [ 16 ] |
| 27 maggio 2019 | 8 giugno 2024  | Adolfo Alfredo Longo | lista civica                  | Sindaco | [ 16 ] |
| 8 giugno 2024  | in carica      | Adolfo Alfredo Longo | lista civica                  | Sindaco | [ 16 ] |

### Altre informazioni amministrative
Maruggio fa inoltre parte dell'Unione di comuni Terre del Mare e del Sole, istituita nel 2001.